# Notre-Dame de l’Assomption (Fenioux)

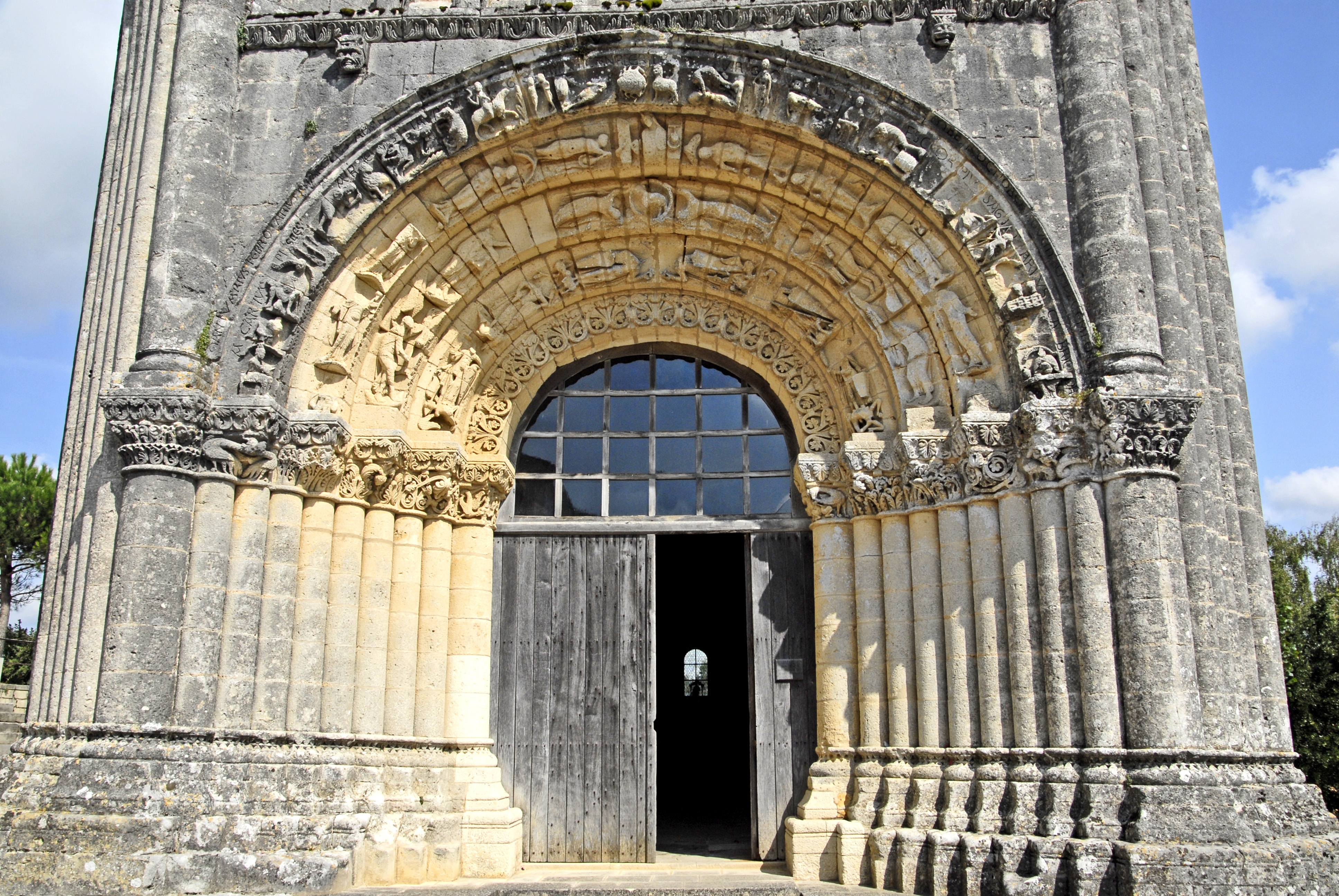
Fenioux, Archivoltenhauptportal der Fassade

Die Dorfkirche Notre-Dame de l’Assomption ist ein romanisches Kirchengebäude in der kleinen Gemeinde Fenioux im westfranzösischen Département Charente-Maritime in der alten Kulturlandschaft der Saintonge; auch die Patrozinien Saint-Savinien und Saint Pierre sind in der Literatur überliefert. Fenioux ist architekturhistorisch berühmt für die beiden Portale der romanischen Kirche und die etwa 150 Meter westlich stehende Totenlaterne. Die Kirche wurde bereits im Jahre 1840 als Monument historique klassifiziert.

## Kirchengebäude

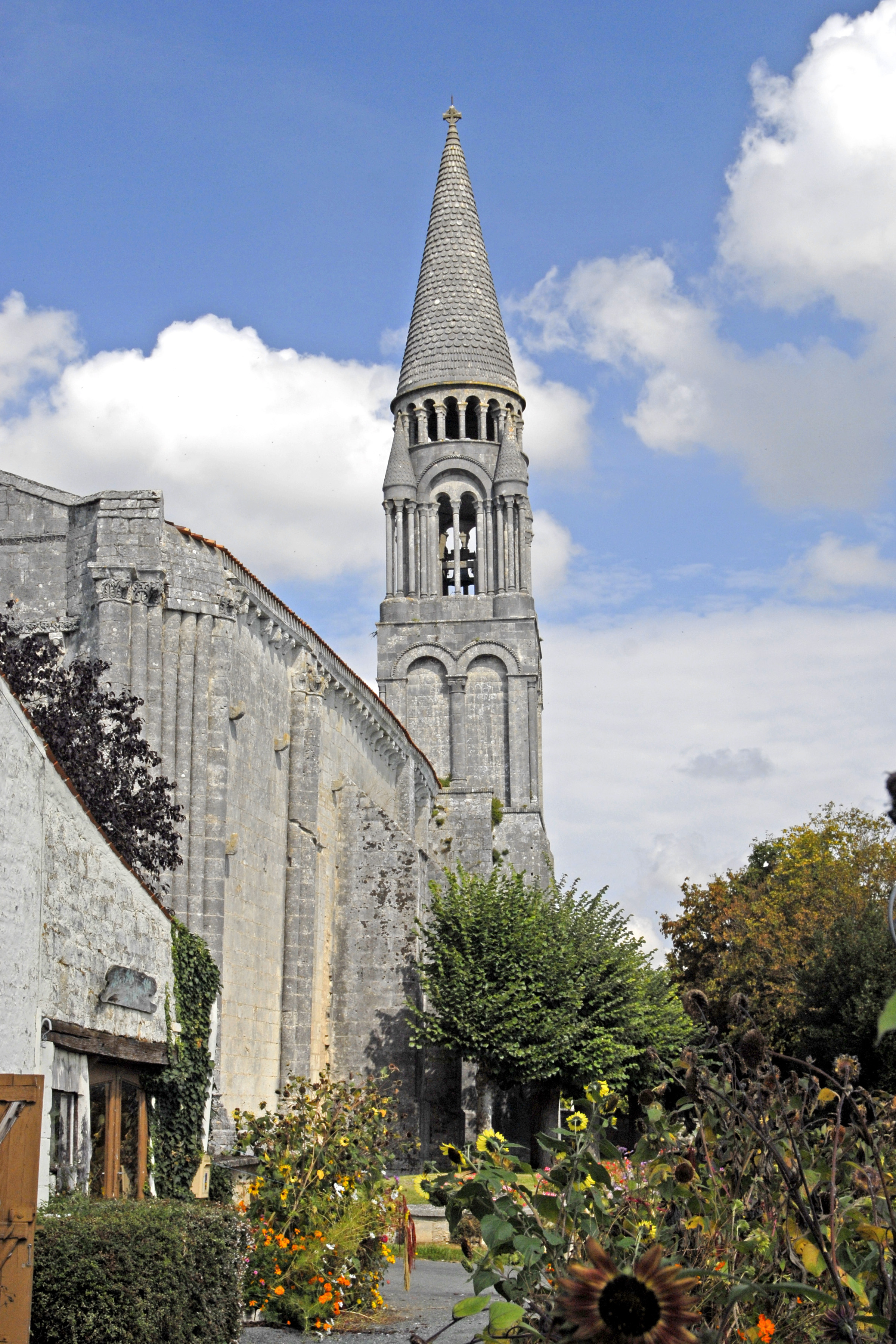
Schiff und Glockenturm von Südwesten

### Geschichte
Die Wallfahrtskirche geht zurück auf karolingische Ursprünge. Teile des kleingliedrigen Bruchsteinmauerwerks der schlanken Chorwände stammen aus dem 9. Jahrhundert. Es gehörte vermutlich zu einem kleineren vorromanischen Oratorium. Typisch für diese Epoche ist das erhaltene steinerne, durchbrochene „Flechtwerk“, mit dem ein kleines rundbogiges Fenster im fünften Joch der Südwand des Schiffs verschlossen ist. Es befindet sich dort aber nicht an seinem ursprünglichen Ort.
Das frühmittelalterliche Bauwerk wurde im 12. Jahrhundert zum Chor umfunktioniert und um ein fünfjochiges Schiff nach Westen erweitert, welches mit einer angespitzten Tonne auf Gurtbögen eingewölbt wurde. Das Schiff wurde mit einer prachtvollen Fassade ausgestattet und mit Skulpturen der Hochromanik geschmückt. In derselben Epoche entstand der hoch aufgeschossene Glockenturm, der wie ein Campanile unmittelbar neben die Südseite in den Winkel zwischen Schiff und Chor gestellt ist. Im ausgehenden Mittelalter wurde der Chor neu gestaltet, so zum Beispiel die innenseitige Ausrundung der Raumecken, so dass der Eindruck einer Apsis entstand. Ob der Chor auch ein steinernes Gewölbe erhielt, ist unklar. Ein Brand zerstörte große Teile der Steineinwölbungen des Schiffs, vielleicht auch des Chors, welche später durch Holzkonstruktionen und Holzverschalungen ersetzt wurden. Die Gestaltung der beiden Archivoltenportale fällt in die Spätzeit der Romanik, möglicherweise noch in die Zeit nach Mitte des zwölften Jahrhunderts.
Die Zeit ging nicht spurlos an den wertvollen Skulpturen der Kirche vorbei. Insbesondere während der Religionskriege und der Französischen Revolution wurden die Skulpturen und Reliefs der Fassade erheblich zerstört, vielen Figuren wurden die Köpfe abgeschlagen.

### Kirchenbauwerk

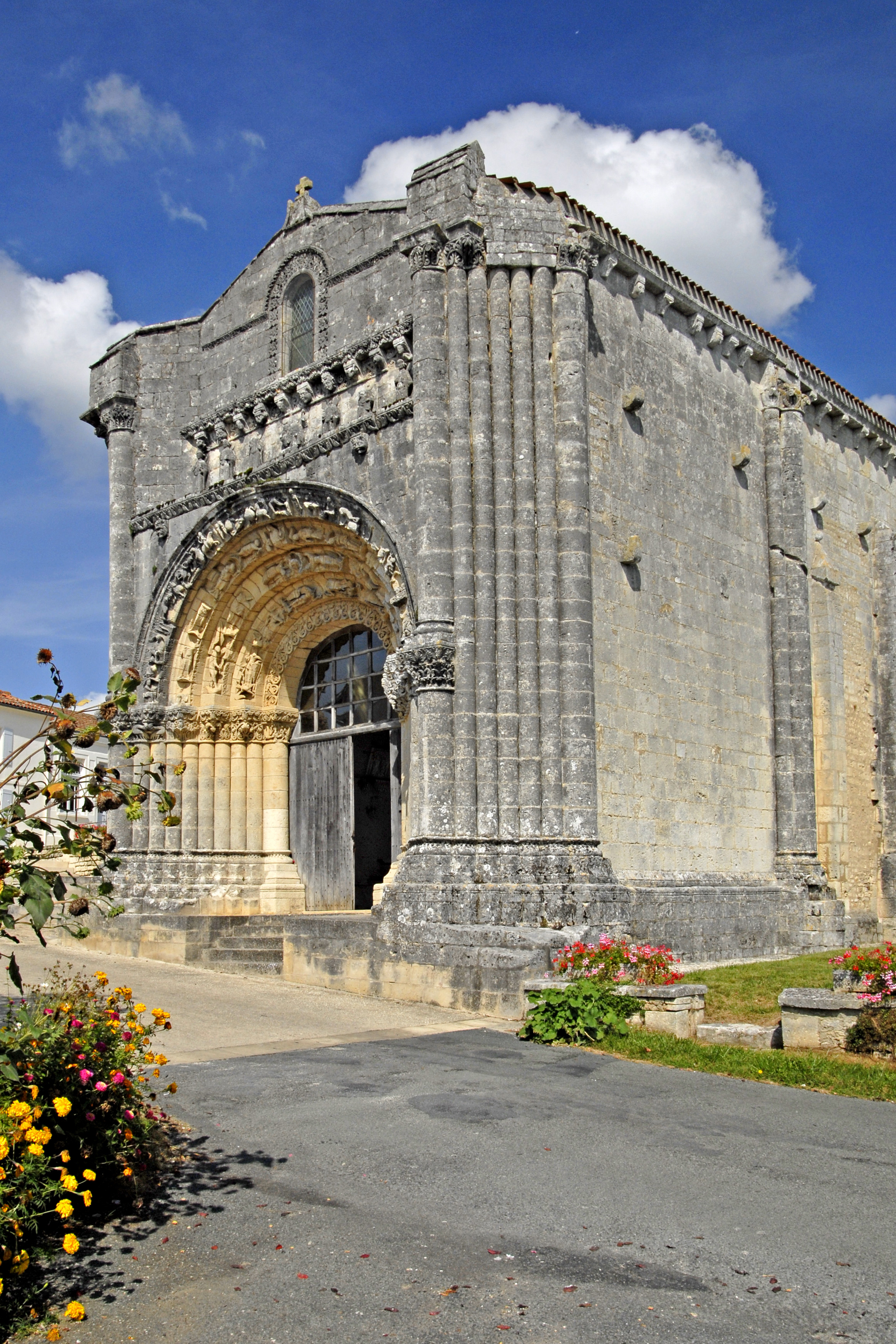
Fassade und Anschluss des Schiffs von Südwesten

#### Außenbau
Das Schiff wird auf der Nordseite durch rechtwinklige Pfeilervorlagen in vier Joche unterteilt. Auf der Südseite bestehen die Pfeilervorlagen aus je einer halbrunden Säule, die von zwei schmaleren Diensten begleitet werden. Das Säulenbündel wird von pflanzlich skulptierten Kapitellen gekrönt. Zwischen dem zweiten und dritten Joch gibt es eine Zäsur durch eine doppelte Pfeilervorlage mit geringem Abstand, die vielleicht auf eine Unterbrechung der Erweiterung des Schiffs hindeutet. Die profilierten Traufgesimse des Schiffs kragen bis auf die Außenkante der Pfeilervorlagen aus und werden von skulptierten Kragsteinen unterstützt. Darauf wurden glatte Attiken aufgemauert, auf der Südseite um circa 30 cm hoch, auf der Nordseite etwa doppelt so hoch. Das Schiff wird überdeckt von einem flach geneigten Satteldach mit roter Hohlziegeleindeckung, die über den Traufattiken etwas vorspringt.
An der südwestlichen Ecke des Schiffs ragt das Niveau des Kirchenfußbodens mit fast einem Meter am weitesten über das anschließende Gelände hinaus. Das Geländeniveau steigt von dort bis zur gegenüberliegenden Ecke um etwa 25 cm an. Auf beiden Längswänden steigt es dann weniger steil weiter an.
Auf der Südseite des Schiffs sind in unterschiedlicher Höhe in zwei Reihen hakenförmige Kragsteine eingelassen, die unteren etwa in halber Wandhöhe, die oberen etwa in Dreiviertel der Wandhöhe. Diese haben einmal waagerechte Balken getragen, was auf einen ehemaligen Anbau eines Gebäudeteils mit Pultdach hindeutet. In der Mitte vom zweiten Joch wurde ein kräftiger Strebepfeiler nachträglich angefügt, der mit der Spitze seiner steilen Dachabschrägung gerade noch unterhalb dieses Pultdachs bleibt. Man denkt hierbei an die Existenz eines Kreuzganges oder sonstiger Konventsgebäude, über die aber die Quellen keine Auskünfte erteilen.
Auf der Nordseite weist das Schiff in Joch vier in der unteren Wandhälfte ein rundbogiges Fenster ohne Schmuckelemente auf. Unmittelbar daneben wurde ein Strebepfeiler nachträglich angefügt. Auf der Südseite gibt es zwei solcher Fenster, je eins im letzten und vorletzten Joch.

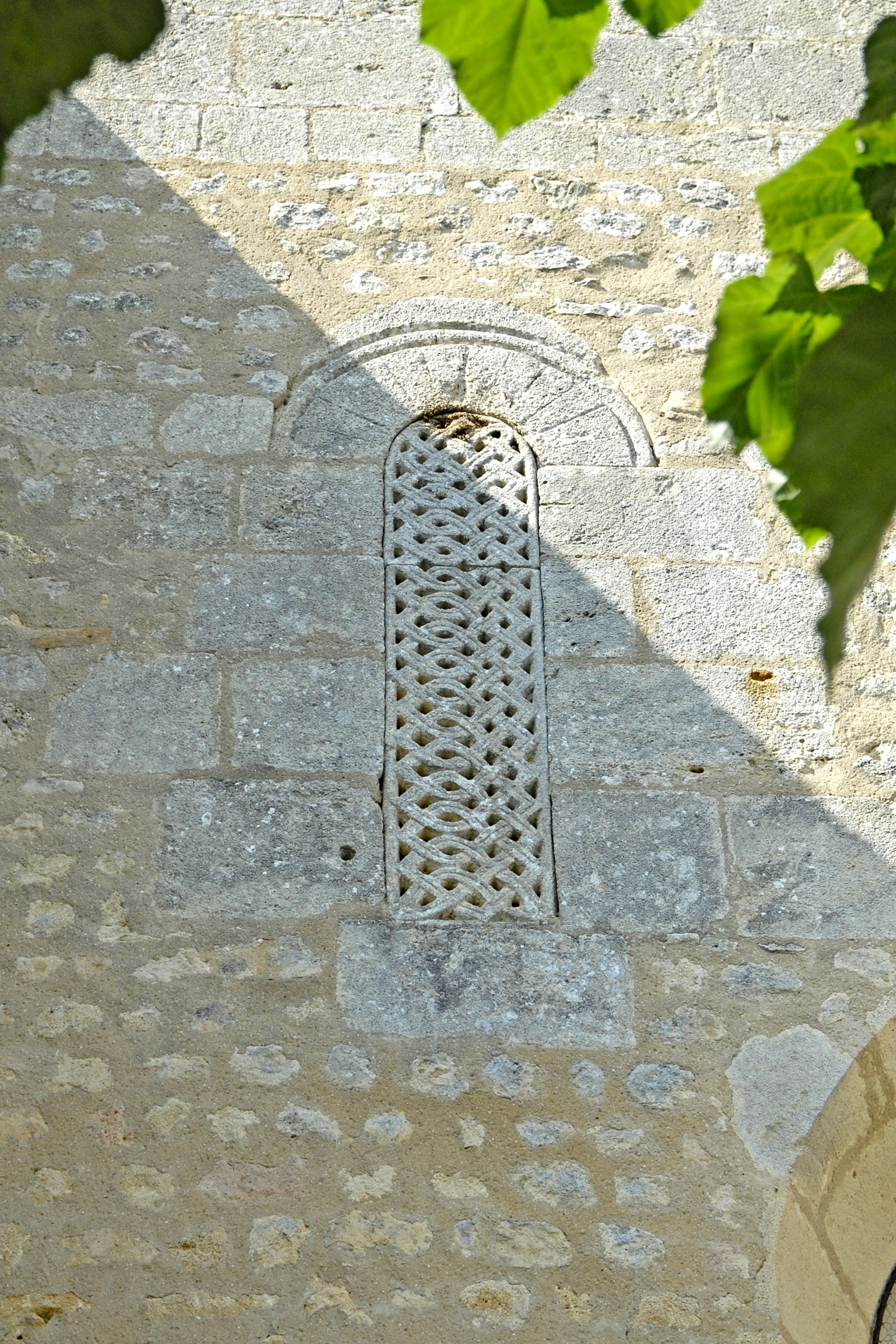
Karolingisches Fenster auf der Südwand in Joch 4

Links neben und etwas oberhalb des Fensters in Joch vier ist ein wesentlich kleineres rundbogiges Fenster eingebaut, in dessen Öffnung außenseitig oberflächenbündig ein karolingisches „Flechtwerk“ aus Stein eingebaut ist. Die schmalen profilierten Bänder kreuzen sich schräg verlaufend über die ganze Fensterfläche gleichmäßig verteilt, und unterschneiden und überdecken sich abwechselnd gegenseitig. An den senkrechten Seiten stoßen sie gegen einen schmalen Rahmen und wenden im gleichen Winkel in Gegenrichtung. In der Fläche weisen sie auf der linken Seite leicht nach oben und im Wechsel nach unten geschwungene Rundungen auf. Verfolgt man den Weg der Bänder über alle Kreuzungspunkte und Richtungswechsel hinweg, kommt man zu einem unendlichen Verlauf über die gesamte Fensterfläche und gelangt wieder zum Ausgangspunkt zurück. Zwischen den Bändern entstehen rautenförmige und dreieckige Durchlässe, die das Licht filtern und dämpfen.
Man kann bei diesem Fenstergitter von einem Meisterwerk der frühmittelalterlichen Steinmetzkunst sprechen. Es ist ein wertvoller Überrest des Vorgängerbauwerks aus dem 9. Jahrhundert.

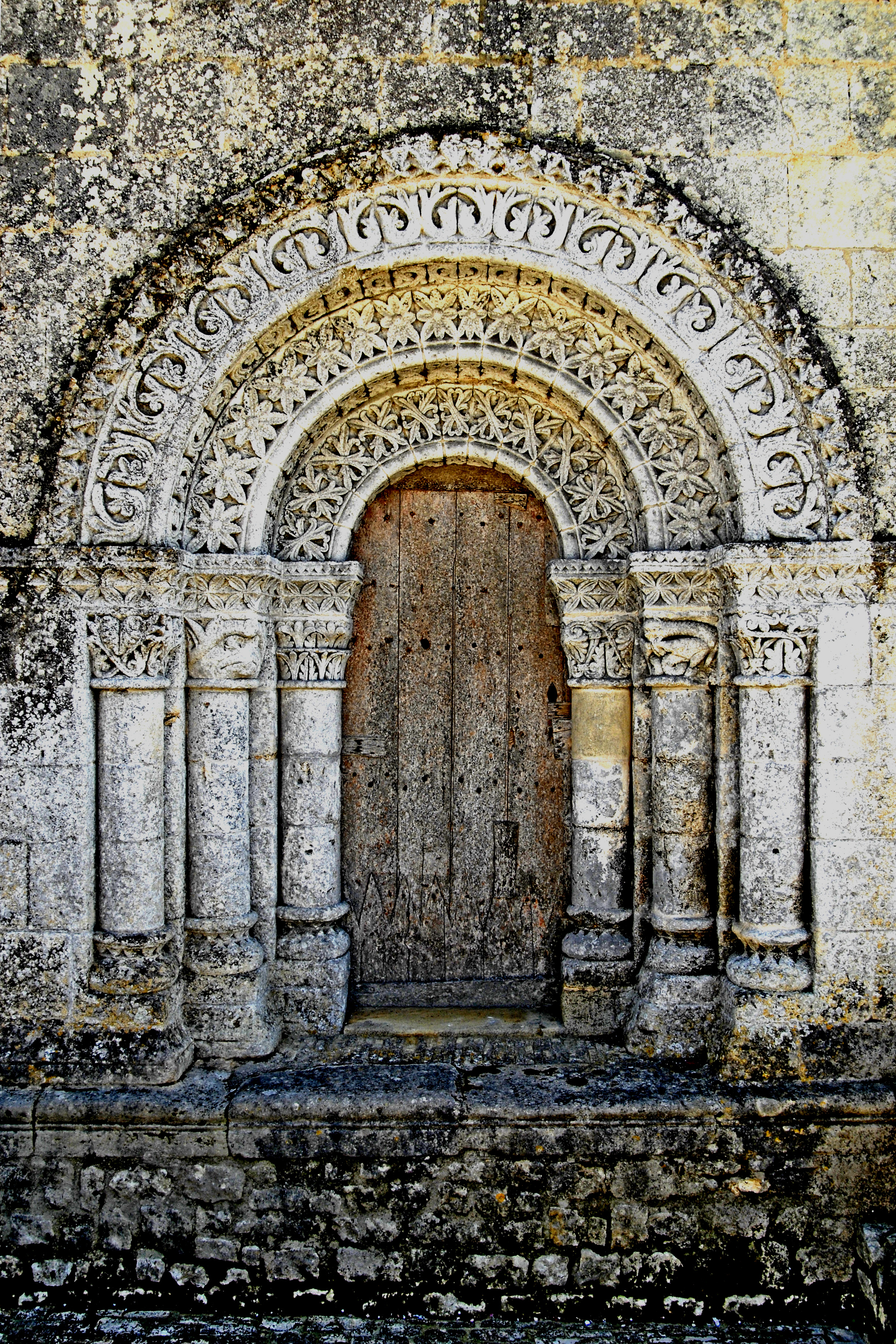
Nebenportal auf der Nordseite in Joch 1

Auf der Nordwand, mitten im ersten Joch, kurz hinter der Fassadenecke, ist ein dreistufiges Archivoltenportal ausgebildet, mit einer kleinen einflügeligen Tür, deren Schwelle um 70 cm über dem Gelände liegt. Hier muss es einmal eine Treppe oder eine Geländeanschüttung gegeben haben. Die im Querschnitt quadratischen Archivoltenbögen sind stirn- und innenseitig reichhaltig mit Rosetten- und Blattornamentik geschmückt, auf jeder Einzelfläche der Keilsteine mit einem eigenen Motiv. Auch das umfassende Profilband ist pflanzlich dekoriert. Die Bögen stehen auf drei runden glatten Säulen, in deren Zwischenräume runde Begleitprofile eingefügt sind. Die mit üppigem tiefgründig herausgearbeiteten Pflanzenwerk ausgestatteten Kapitelle leiten von der runden Form der Säulen in die rechtwinklige der Kämpferplatten über. Diese sind auf den Sichtkanten profiliert
und wieder pflanzlich dekoriert. Die beiden Kapitelle über den mittleren Säulen weisen allein in diesem Portal tierfigürliche Plastik auf. Es handelt sich vermutlich um Fabelwesen, mit Körpern von Vögeln, mit Hälsen und sich windenden Schwänzen wie von Schlangen. Die Verwitterung ist schon weit fortgeschritten. Die profilierten runden Säulenbasen stehen auf hohen profilierten kantigen Sockeln. Diese Kombination am unteren Ende der Säulen ist etwa ebenso hoch wie die Kapitelle mit den Kämpfern an deren oberen Enden.
Der Chor, in großen Teilen Überrest des karolingischen Vorgängerbauwerks, besitzt einen äußerlich rechtwinkligen, Grundriss aus sehr schlanken Umfassungswänden. Die mittige Unterteilungen der nördlichen Seitenwand durch einen Strebepfeiler, und zwei weitere an den Chorecken, könnte auf eine Steineinwölbung des Chors im 12. Jahrhundert hindeuten. Der Chor wird durch ein flach geneigtes Satteldach überdeckt, das zur Ostseite hin abgewalmt ist.
Der Glockenturm ragt unmittelbar neben der Südwand des Chors hoch auf. Seine nordwestliche Ecke steht noch auf Mauern der südöstlichen Ecke des Schiffs. Die unteren beiden Turmgeschosse haben quadratische Grundrisse, die durch einen leichten Rückversatz, etwa in Höhe der Traufe des Schiffs, getrennt werden, der oberseitig von Steinplatten abgedeckt wird, deren rechtwinklige Sichtkanten leicht auskragen. Bis auf einfache rechteckige, geringfügig ausladende Pfeilervorlagen an den Turmecken, die knapp unter der Geschossteilung mit steilen Abschrägungen enden, bestehen die Wandoberflächen des Erdgeschosses aus glattem Quadermauerwerk.

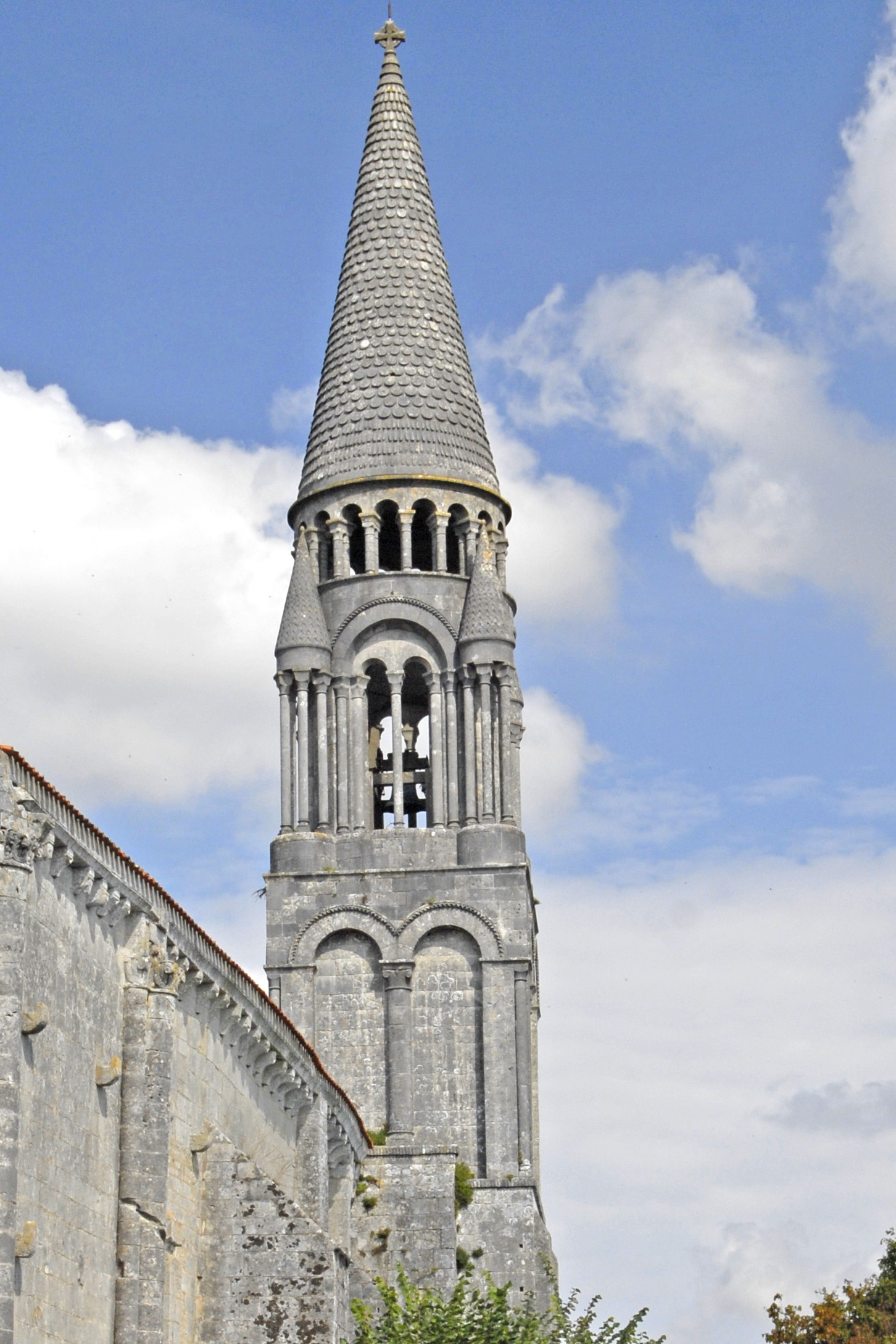
Glockenturm von SW

Das zweite Geschoss ist kaum halb so hoch wie das Erdgeschoss und schließt oben waagerecht mit deutlich dünneren, leicht auskragenden Steinplatten ab. Auf den vier gänzlich freien Seitenwänden dieses Geschosses sind jeweils zwei schlanke Blendarkadennischen eingelassen, die von zwei halbkreisförmigen Bögen aus Keilsteinen überdeckt werden, die von schmalen auskragenden Profilen mit Zackenornament eingefasst sind. Die Bögen treffen sich über einer Rundsäule, die mit einem pflanzlich skulptierten Kapitell, mit profiliertem Kämpfer und Basis ausgerüstet ist. Außenseitig ruhen die Bögen auf den senkrechten Kanten der Nischenrücksprünge, von profilierten Kämpferprofilen getrennt, die bis auf die Turmecken geführt sind. In Höhe der senkrechten Nischenleibung sind die vier Ecken des Turms mit rechtwinkligen Rückversätzen versehen, in die schlanke Rundsäulen eingestellt sind, mit schlicht gestalteten Kapitellen, profilierten Kämpfern und Basen.
Das dritte Geschoss ist fast genauso hoch wie das zweite und birgt die Glockenstube. Sie besitzt eine zylindrische Form, deren kreisförmiger Umriss ein wenig hinter die Außenkanten des quadratischen Geschosses darunter zurücktritt. Auf den zwischen dem Quadrat und dem Kreis entstehenden dreiecksähnlichen Flächen sind sehr schlanke zylindrische Türmchen aufgestellt, die sich an den Zylinder der Glockenstube anschmiegen.
Der untere etwa halbe Meter des Grundrisses, aus einem zentralen Kreis und vier kleinen Teilkreisen, besteht in dieser Form aus einem massiven geschlossenen Mauerwerkssockel. Über den vier Seitenwänden des Turms sind in den Zylinder der Glockenstube vier große Öffnungen ausgespart, die jeweils von einer Archivolte eingefasst wird, die den ganzen Raum zwischen den Ecktürmchen ausfüllt. Der halbkreisförmige Archivoltenbogen aus wandbündigen Keilsteinen wird von einem schmalen Kragprofil mit Zackenornament überfangen. Er ruht auf schlanken Rundsäulen mit schlichten Kapitellen, profilierten Kämpfern und Basen, die in Leibungsrückversätze eingestellt sind. In diese große Öffnung sind zurücktretende Biforien (Doppelfenster) eingefügt, aus zwei kleinen Arkaden, auf drei schlanken Rundsäulen, mit Kapitellen, Kämpfern und Basen, wie vorstehend beschrieben. Auf den teilkreisförmigen Sockeln der Ecktürmchen stehen auf den freien Seiten je vier Säulen in Höhe, Dimension und Ausstattung wie bei denen der Biforien. Sie tragen den zylindrischen um 30 cm hohen oberen Abschnitt der Ecktürmchen, mit etwas geringerem Durchmesser als die der Sockel. Darauf stehen die kegelförmigen sehr steil geneigten steinernen Turmhelme, auf denen ein schuppenartiges Muster eingraviert ist. Der Zylinder des dritten Geschosses wird durch ein flaches Kragprofil abgeschlossen.
Kaum ein Drittel so hoch wie das dritte ist das vierte und letzte Geschoss des Glockenturms, das ausschließlich aus einem Kranz von zwanzig kleinen offenen Arkaden besteht. Die oberflächenbündigen Keilsteinbögen ruhen auf hintereinander gestellten Säulenpaaren mit schlichten Kapitellen, profilierten Kämpfern und Basen. Dieses Geschoss wird oberseitig abgeschlossen mit einem kantigen Kraggesims.
Das etwa gleich steil wie bei den Ecktürmchen geneigte Kegeldach des Turmhelms besteht aus Stein, auf dessen Außenseiten die Steinmetze die geschuppte Oberfläche einer Schindeleindeckung imitiert haben. Der Helm wird bekrönt von einem steinernen Tatzenkreuz, dem ein Kreisring hinterlegt ist. Die große Steilheit der Kegeldächer entspricht nicht dem Proportionsempfinden in der romanischen Baukunst. Die Turmhelme stammen aus einer „Rekonstruktion“ von Paul Abadie, einem Schüler von Eugène Viollet-le-Duc, die beide für ihre Arglosigkeit im Umgang mit historisch bedeutsamen Bauwerken bekannt sind und die bisweilen als „vandalisme restaurateurs“ (Restaurationsvandalen) kritisiert werden.

#### Innenraum

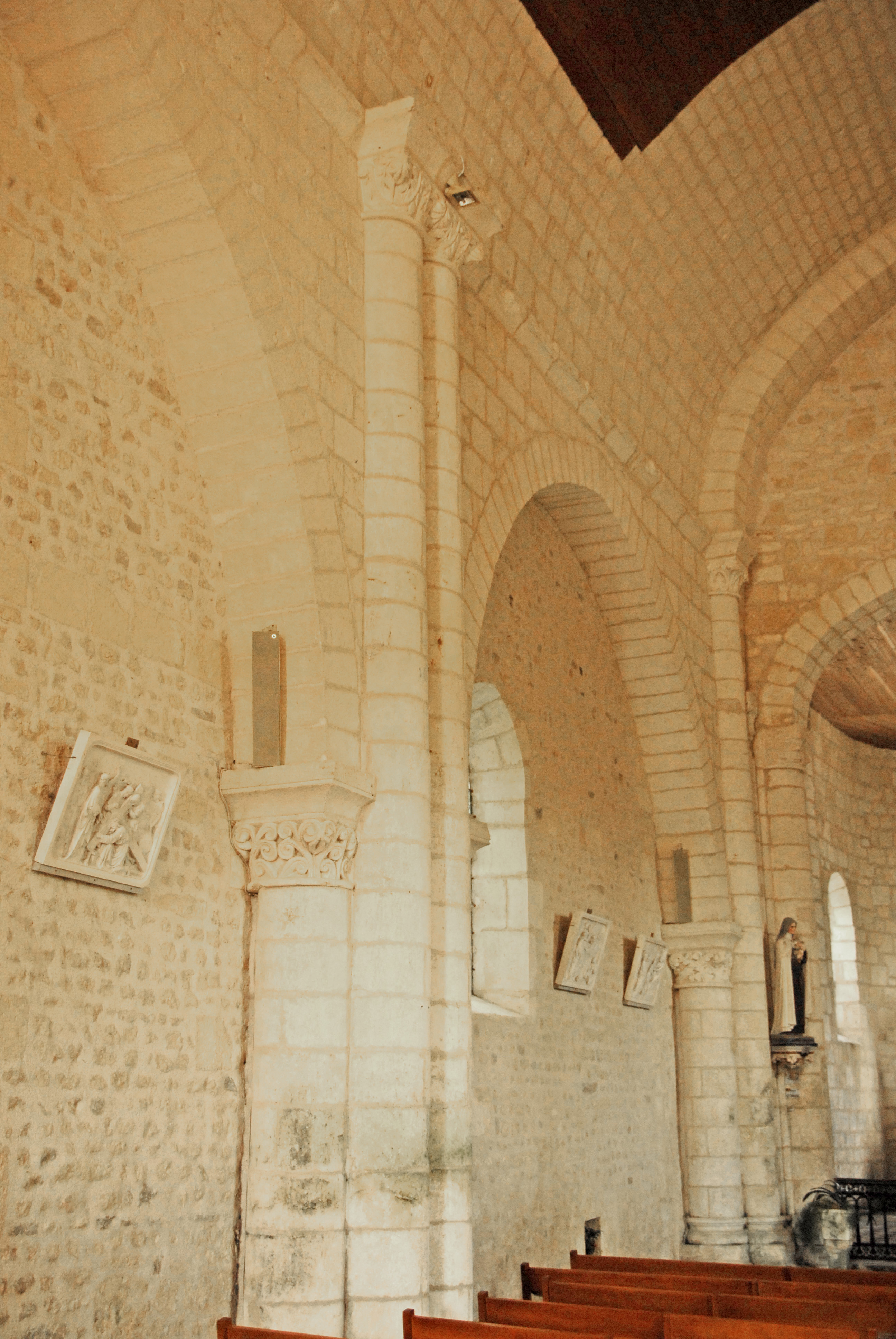
Schiff, Nordwand, Joch 4 und 5

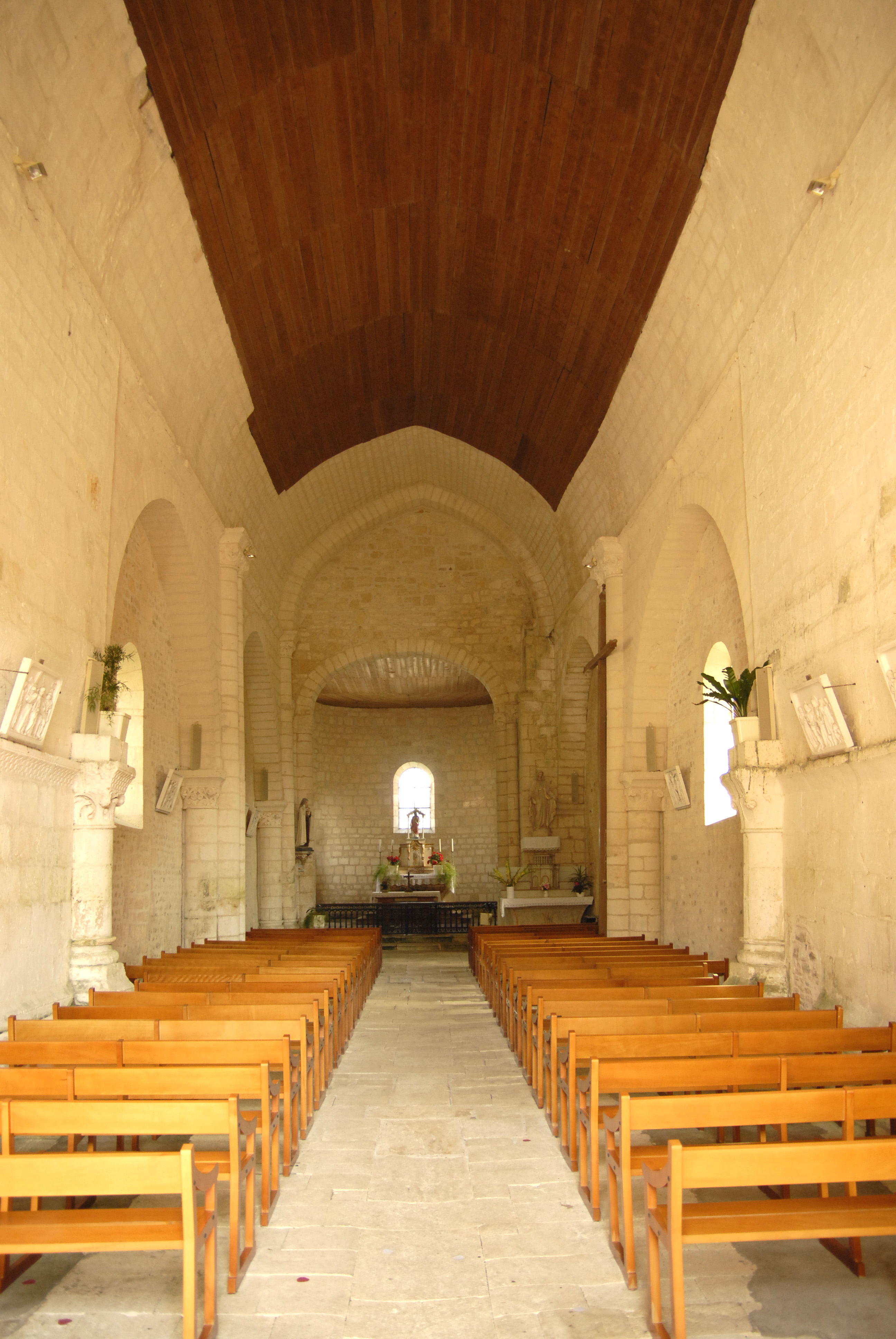
Schiff zum Chor hin

Das Schiff aus dem 12. Jahrhundert ist fünf Joche lang. Es wurde ursprünglich von einer angespitzten Tonne eingewölbt, die von rechtwinkligen Gurtbögen unterteilt wurden. Der einzig erhaltene Gurtbogen ist der letzte, unmittelbar vor dem ersten und deutlich tieferen zum Chor. In diesem fünften Joch ist etwa die Hälfte der kompletten Jochwölbung noch erhalten. Die Kontur der Wölbung ist über den Außenwänden des Schiffs zunächst etwas steiler ausgeführt, das heißt, sie war überhöht, bis sie dann in die halbkreisförmige Tonne überging. Dieser steilere Teil der Wölbung in den übrigen Jochen des Schiffs ist nach dem Einbruch des Gewölbes, infolge eines Brandes, auf beiden Seiten des Schiffs erhalten geblieben. Später wurden die fehlenden Teile der steinernen Wölbung durch Holzkonstruktionen mit einer unteren braunen Brettschalung im ehemaligen Verlauf des Gewölbes ersetzt.
In der Jochen vier und fünf gibt es auf den Außenwänden Blendarkadennischen in Breite der Joche und etwa in halber Wandtiefe. Die halbkreisförmigen Bögen auf wandbündigen Keilsteinen stehen auf kräftigen halbrunden Diensten, die in etwa halber Wandhöhe pflanzlich skulptierte Kapitelle tragen, mit profilierten Kämpfern. Zwischen den Jochen vier und fünf sind die Pfeilervorlagen mit zwei halbrunden Diensten bekleidet, die in Höhe der Wölbungsansätze mit pflanzlich skulptierten Kapitellen und profilierten Kämpfern bekrönt sind. Darüber fehlt der ehemalige Gurtbogen. Unter dem erhaltenen Gurtbogen vor dem Chor, stehen halbrunde Dienste wie vorstehend beschrieben, jedoch nur einzeln. Zwischen Joch drei und vier steht auf jeder Seite ein kurzes aber dickes Stück halbrunde Säule auf einem circa einen Meter hohen Sockel, mit einem skulptierten Kapitell in halber Wandhöhe. Darüber befanden sich vermutlich weiter hoch reichende Dienste mit Kapitellen in Höhe der ehemaligen Gurtbogenansätze. In den Jochen eins bis drei gibt es keine Blendarkadennischen.
Der Chor öffnet sich vom Schiff aus mit einem „Triumphbogen“ in Form eines Korbbogens, der auf halbrunden Diensten mit ehemals skulptierten Kapitellen und Kämpfern steht. Der ursprünglich rechteckige Raum des karolingischen Vorgängerbaus aus dem 9. Jahrhundert, wurde zusammen mit dem Anbau des Schiffs in den östlichen Raumecken durch innenseitige Vormauerungen zu einem runden Apsis umgestaltet. Dieser Raum könnte war möglicherweise mit einem steinernen Gewölbe überdeckt, eventuell auch mit einem Kreuzrippengewölbe, von dem man aber heute keine Spuren mehr Überreste erkennen kann. Die Decke des Chors ist jetzt mit einer flachen Unterdecke aus Holzschalung verkleidet.

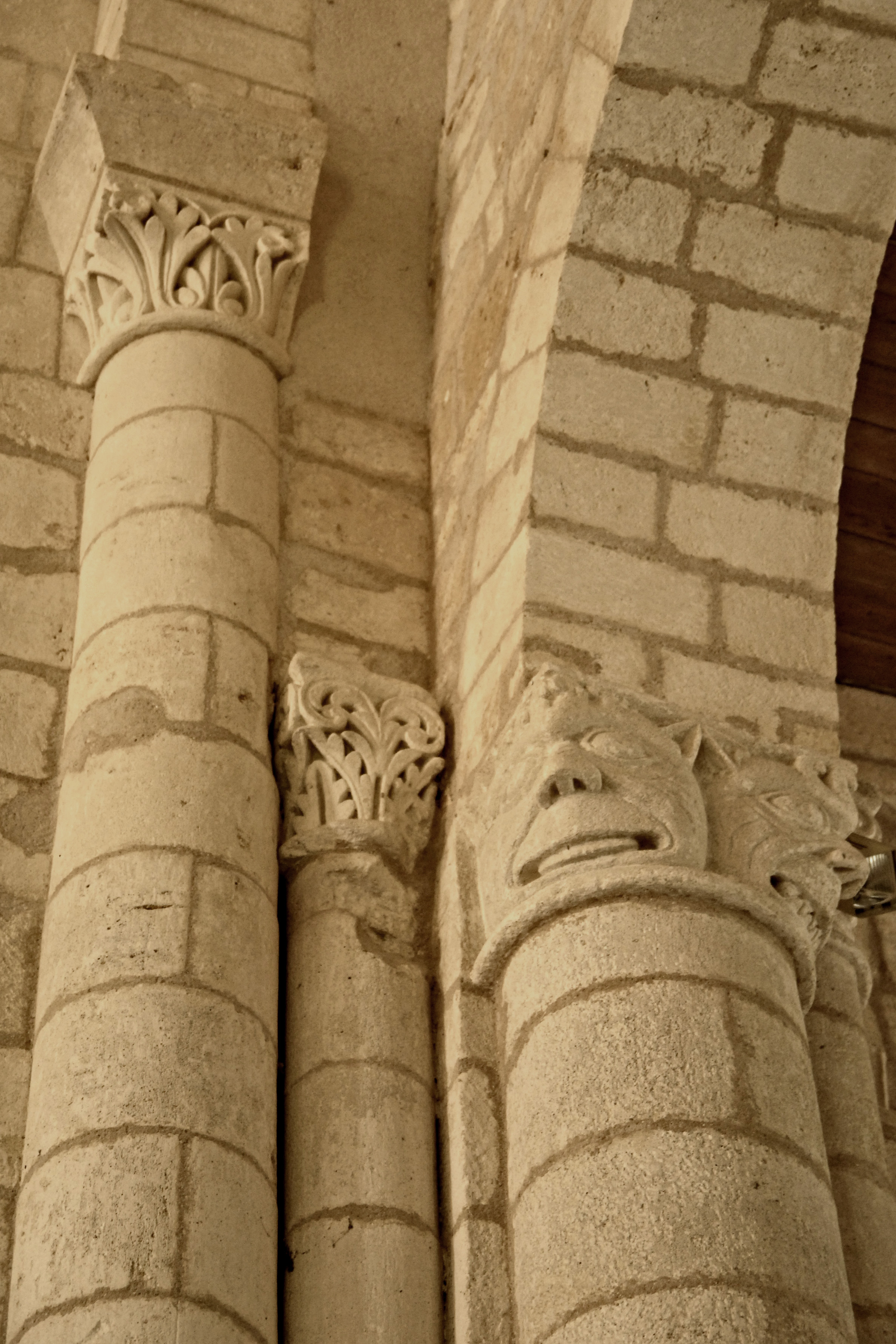
Kapitelle am Choranschluss, Nordwand
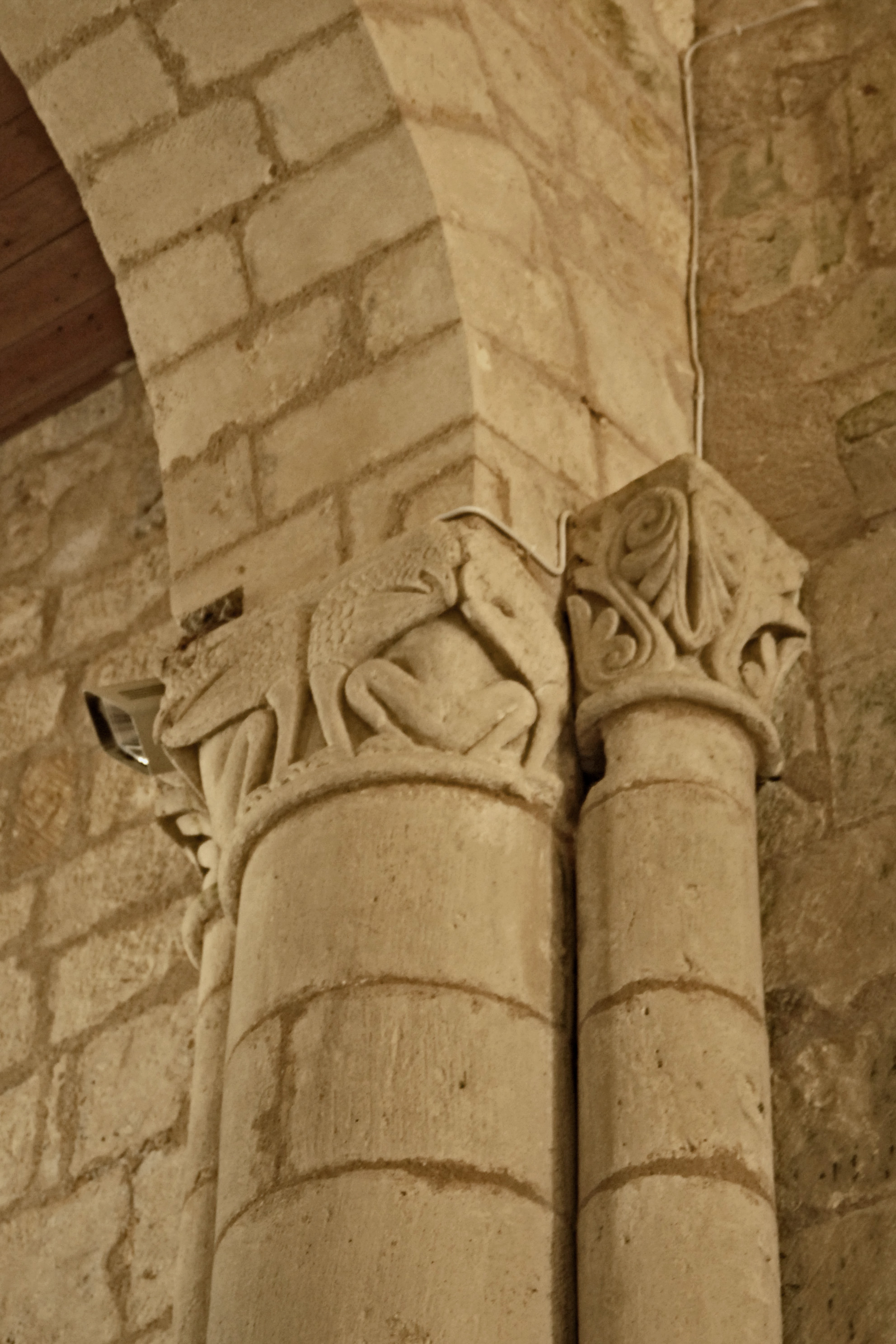
Kapitelle am Choranschluss, Südwand

### Die Fassade und ihre Skulptur

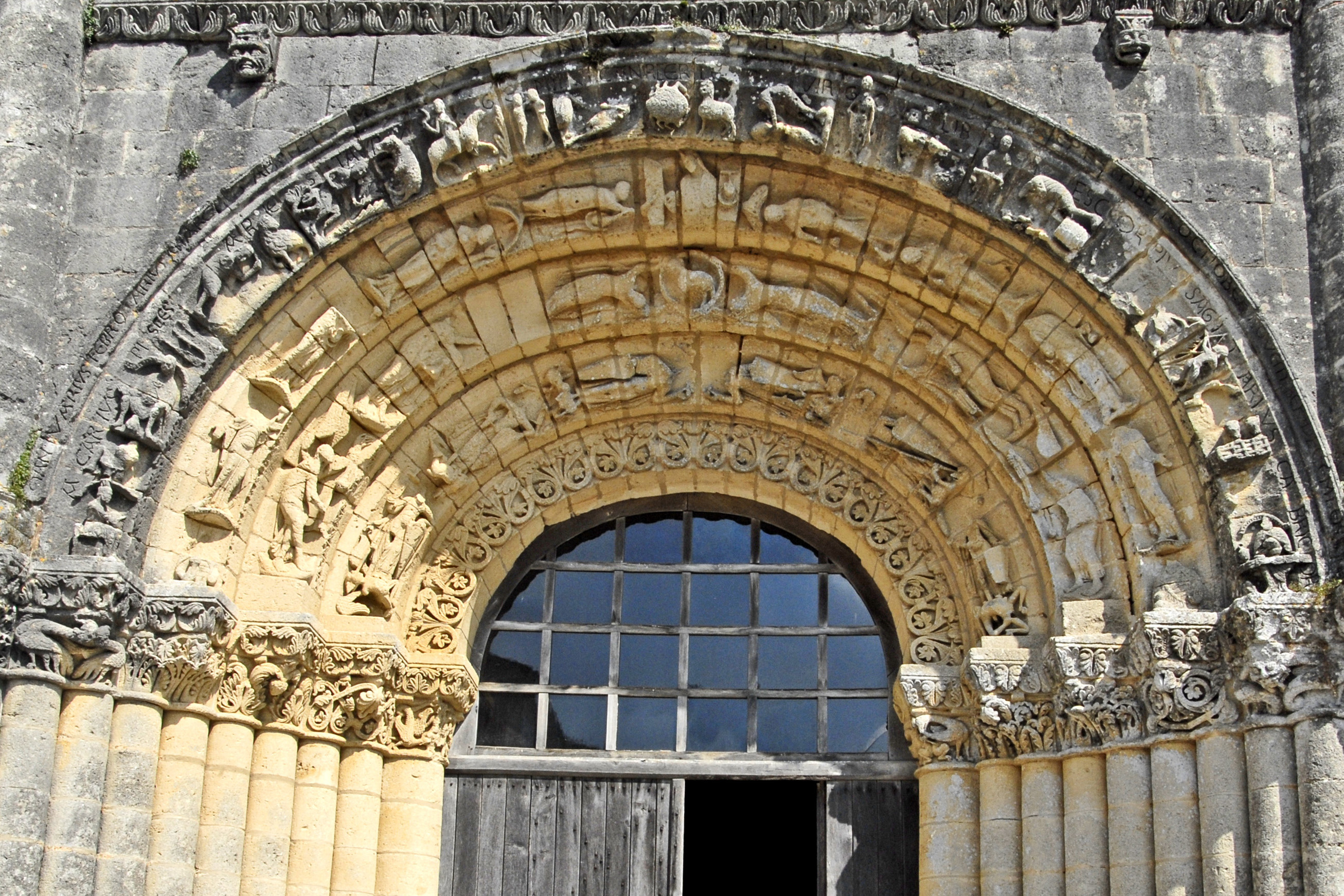
Hauptportal, Archivoltenbögen und Kapitelle

Die Fassade wird beherrscht durch das große Archivoltenportal, dessen Scheitel ein kräftiges profiliertes Kraggesims gerade berührt, dessen schräge Sichtseite mit pflanzlicher Ornamentik geschmückt ist und die Fassade etwa im Verhältnis zwei zu eins in zwei Geschosse teilt. Direkt unter dem Kraggesims sind zwei einzelne Kragsteine angeordnet, mit Skulpturen menschlicher Gesichter, mit Ohren von Katzen.
Die beiden Geschosse werden seitlich begrenzt durch dicke halbrunde Dienste, deren pflanzlich gestaltete Kapitelle mit dicken profilierten Kämpfern bis Unterkante der Traufgesimse reichen. Diese Dienste werden in Höhe der Archivoltenkapitelle durch eigene Kapitelle unterbrochen, auf denen winklige Kämpfer mit „umgekehrten“ Profilen zu der runden Säulenbasen überleiten. Von diesen Säulen aus wird die Fassade im Grundriss um 45 Grad zu den Seitenwänden des Schiffs hin herumgeführt. Der Knickpunkt der Schräge in die Seitenwand wird durch eine dicke halbrunde über die ganze Höhe durchgehende Säule, inklusive Kapitell markiert. Zwischen den beiden dicken Halbsäulen sind fünf schlankere Halbsäulen ohne Abstand eingezwängt. Sie tragen keine Kapitelle.

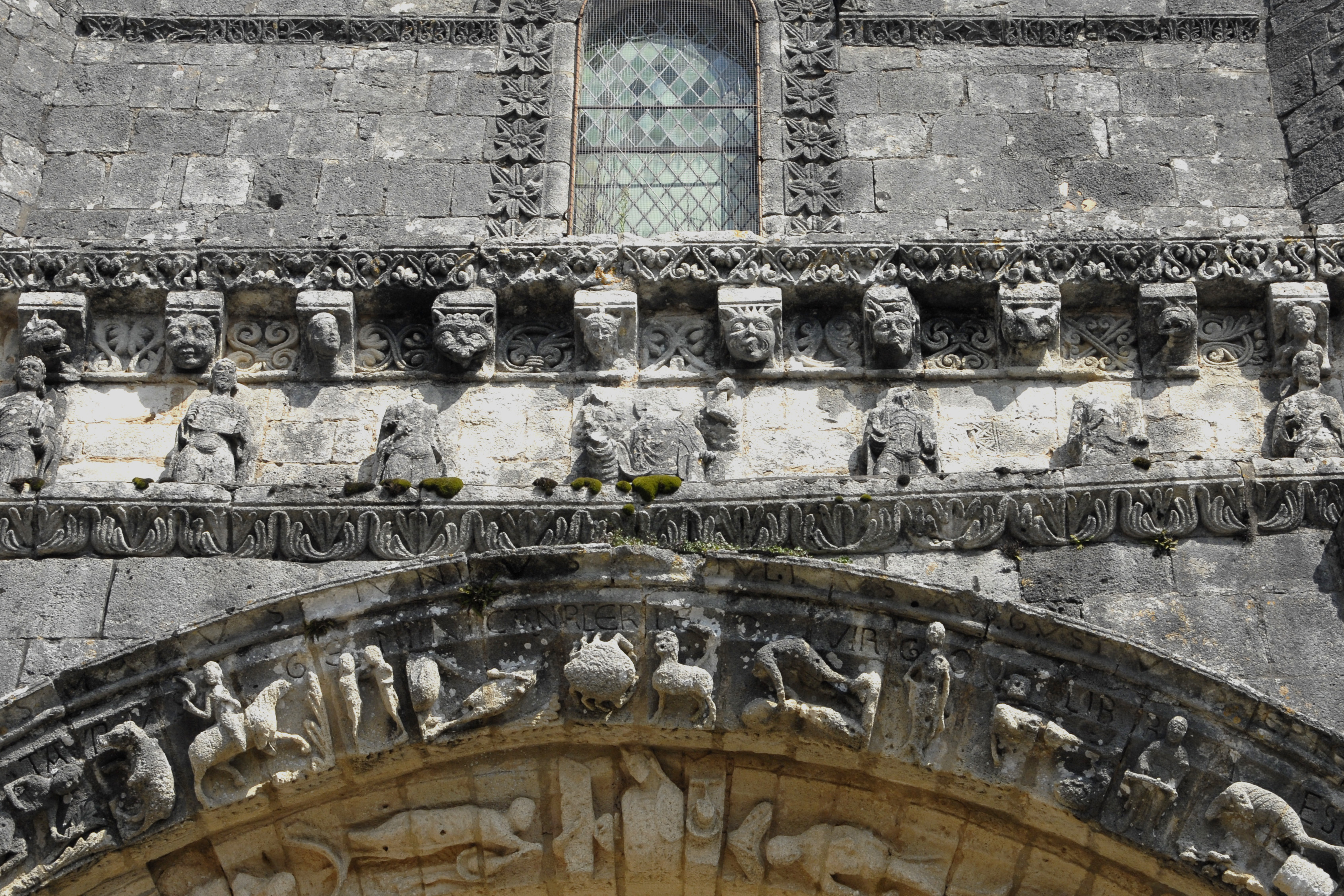
Fassade über Scheitel Hauptportal

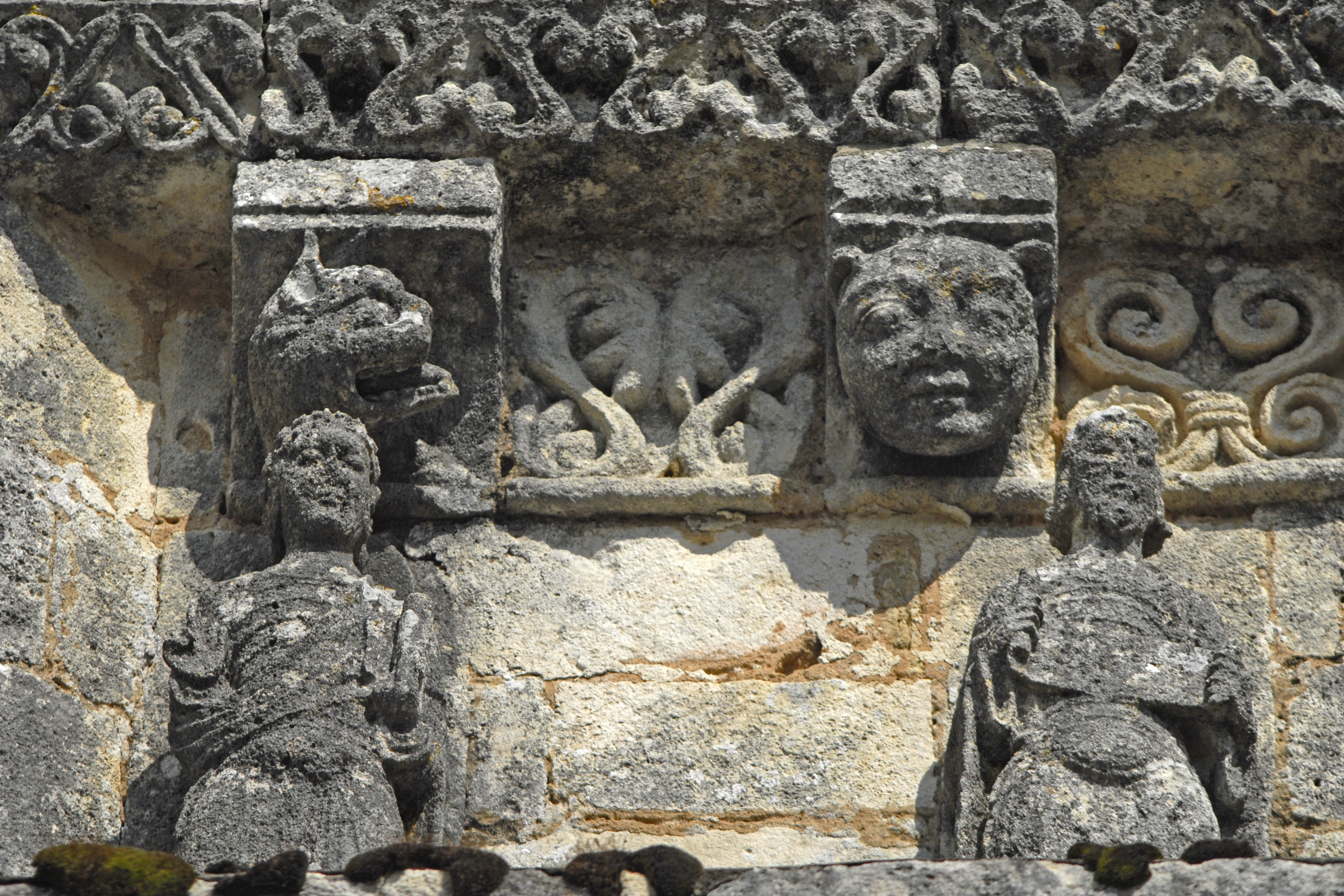
Kragsteine Fassade, links außen

Die Wand des Obergeschosses der Fassade tritt deutlich zurück, bis etwa in die gleiche Tiefe, wie die innere Archivolte. Auf beiden Seiten des Obergeschosses befinden sich hinter den das Archivoltenfeld begrenzenden Halbsäulen strebepfeilerartige Wandstücke, im Grundriss um 45 Grad nach innen abgewinkelt. Der untere Teil des Obergeschosses ist eine Art Skulpturenfries, der oberseitig von einem stark ausladenden, profilierten und üppig pflanzlich dekorierten Kraggesims begrenzt wird. Das Gesims wird von zehn Kragsteinen getragen, die mit Porträts von Menschen und Tieren der realen und Fantasiewelt gestaltet sind, in höchster Qualität romanischer Steinmetzkunst. Die Zwischenräume der Kragsteinen sind mit rechteckigen Steinen ausgefüllt, die je ein eigenständiges pflanzliches Ornament tragen.
Motive der Kragsteine von links nach rechts (vermutete Deutung):
- Kopf eines katzenartigen Raubtiers, wendet sich nach links zu den anderen Köpfen
- Menschliches Gesicht mit dicken Backen und Katzenöhrchen, Frontalansicht
- Gesicht einer Frau, leicht nach links gewandt
- Katzenartige Fratze, Frontalansicht
- Kopf eines Teufelchens, Frontalansicht
- Fratze mit menschlichen Zügen, aber mit Katzenohren, Frontalansicht
- Gesicht eines Teufels mit Hörnern, Frontalansicht
- Tierische Fratze, Frontalansicht
- Kopf eines Monsters, wendet sich zu den Nachbarn auf seiner Rechten
- Oberkörper eines Engels mit Flügeln, hält sein Hände mit Abstand seitlich des Kopfes der darunter befindlichen menschlichen Figur.

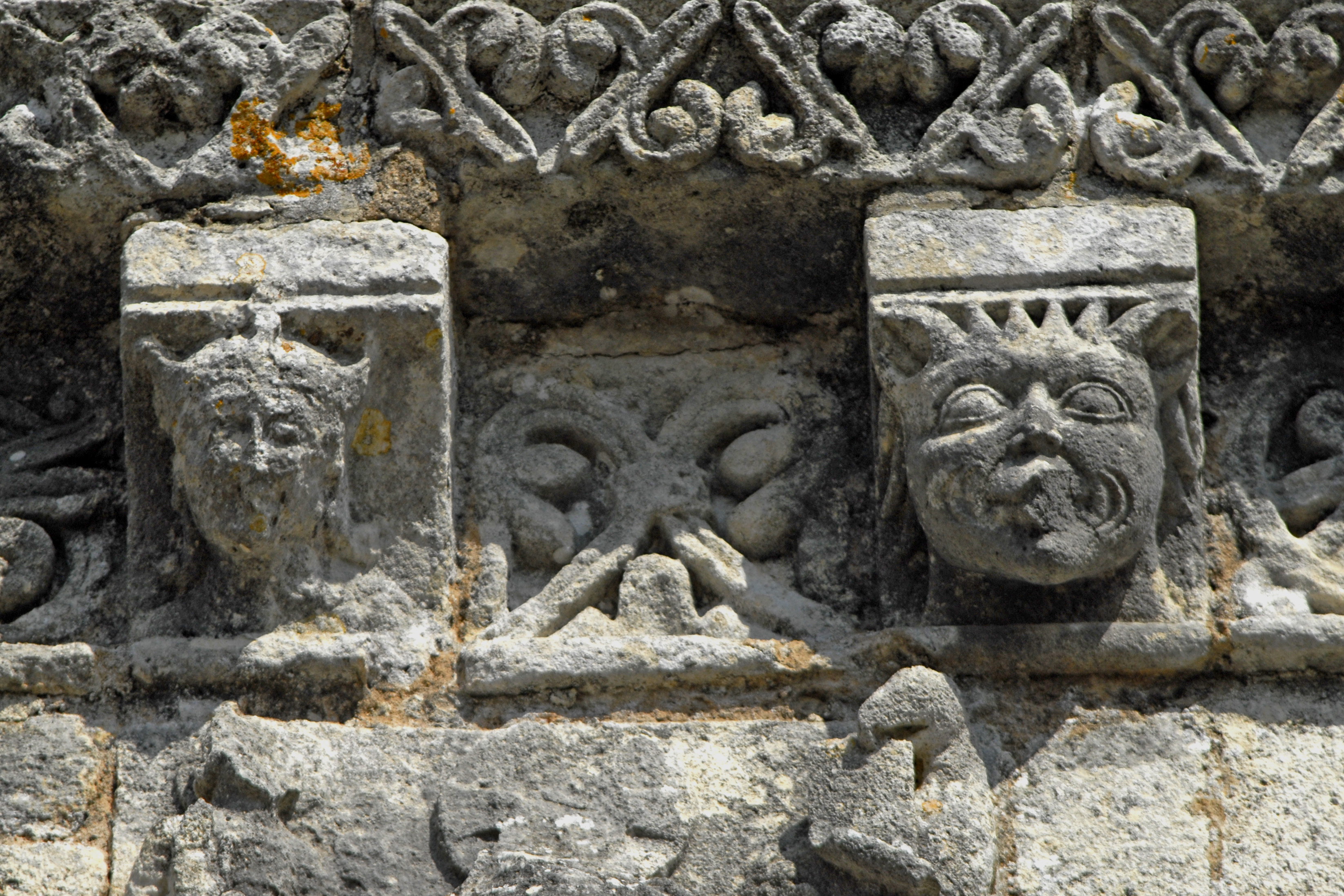
Kragsteine Fassade, halblinks
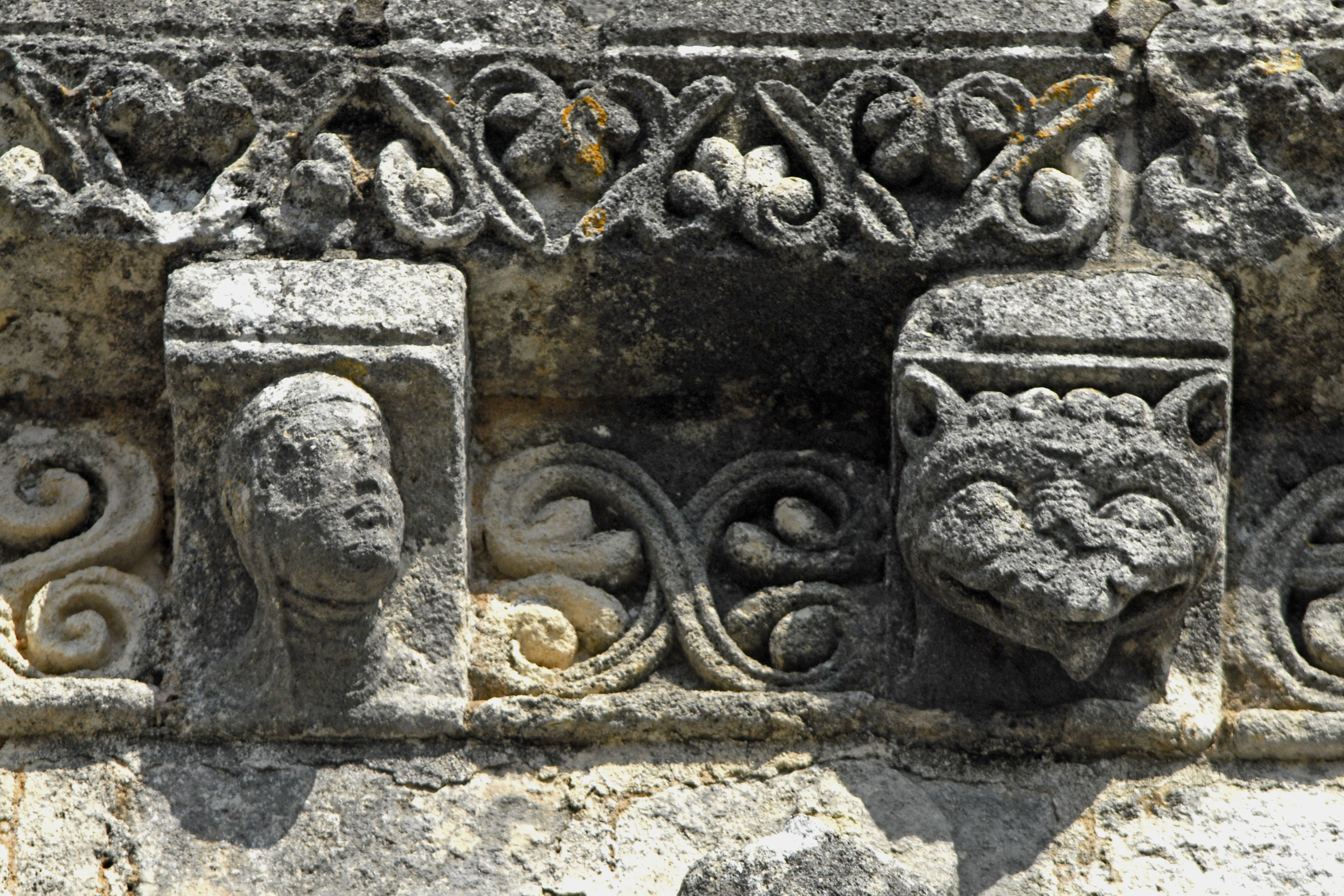
Kragsteine Fassade, zentral
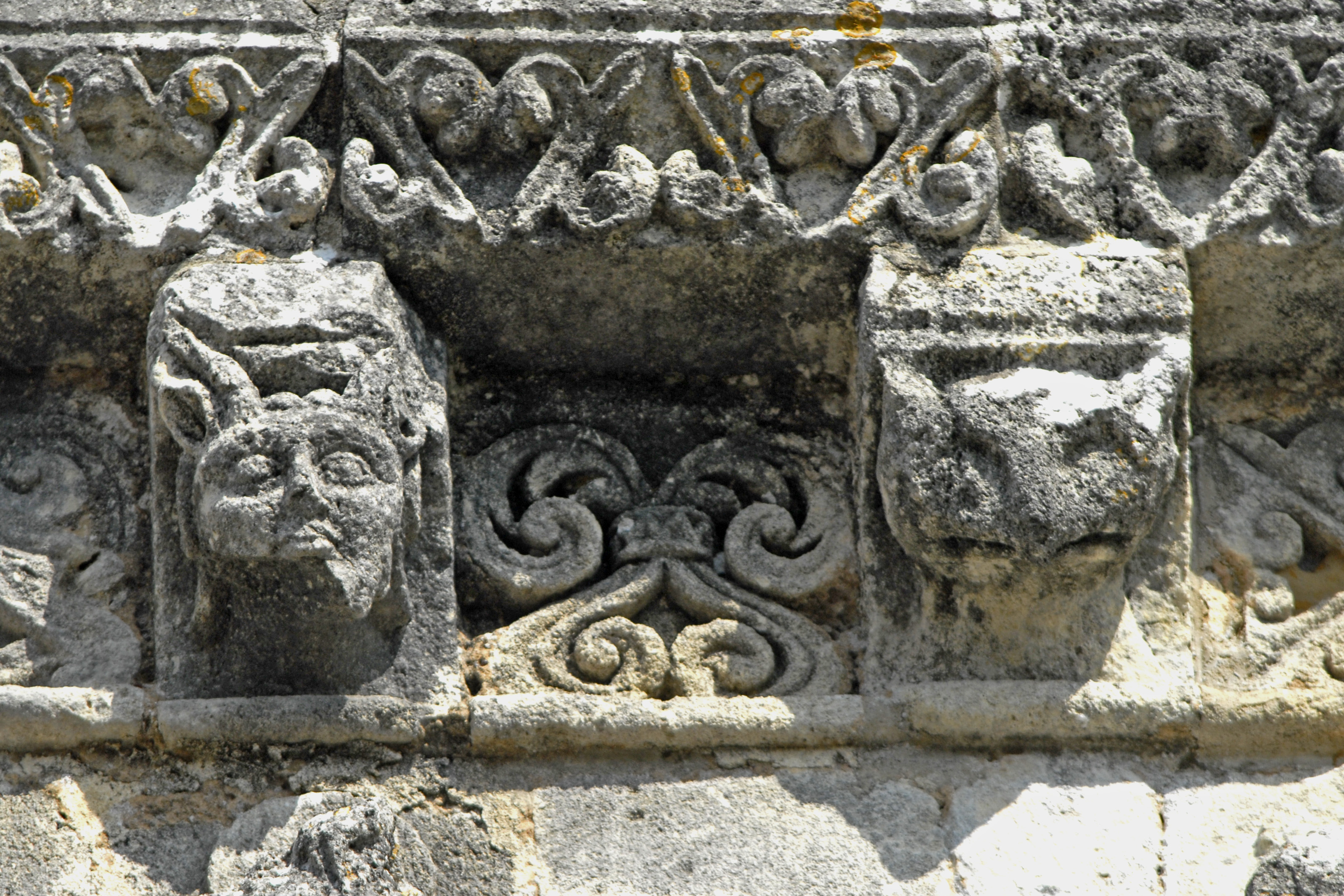
Kragsteine Fassade, halbrechts
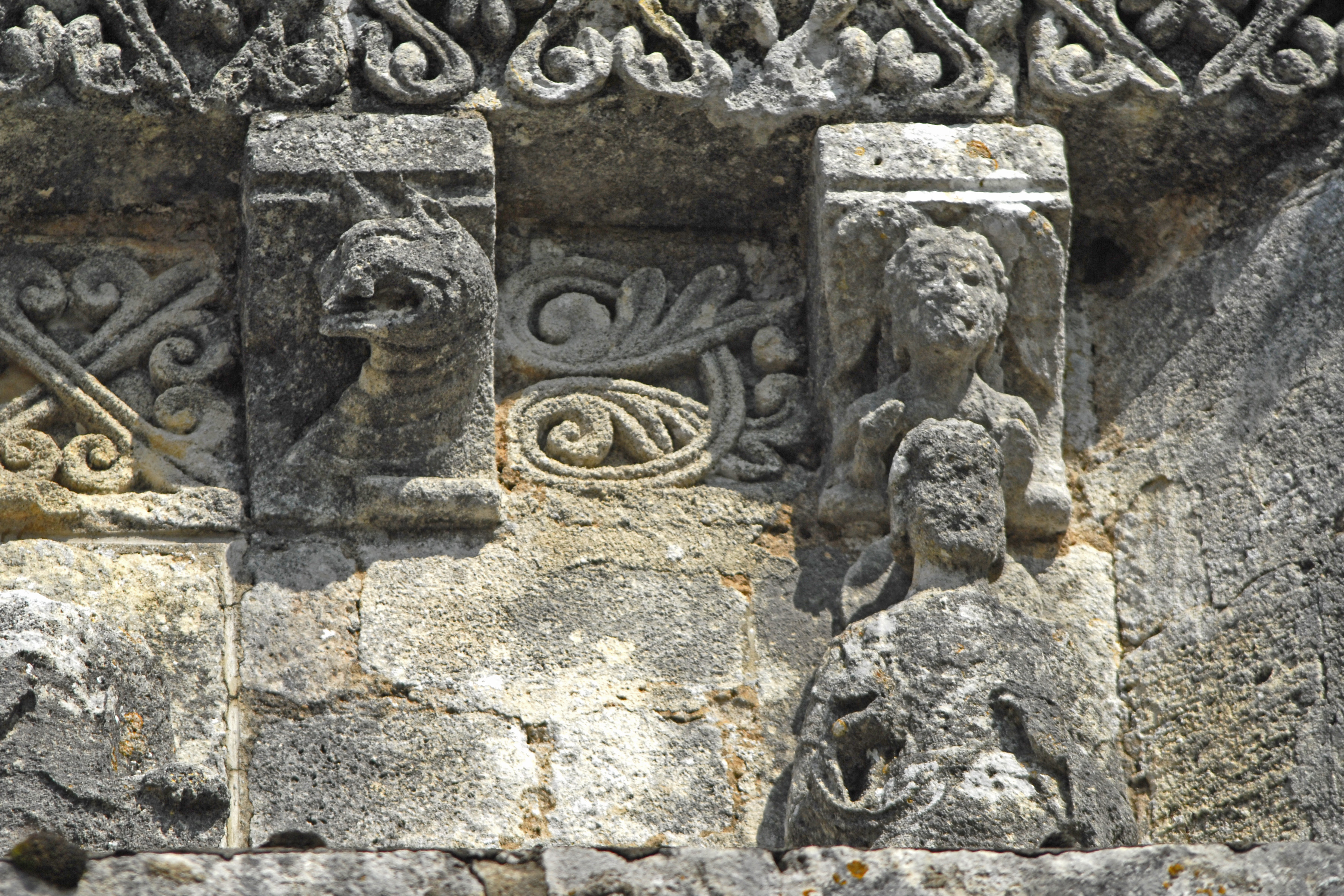
Kragsteine Fassade, rechts außen

Unter den Kragsteinen stehen auf dem fassaden- teilenden Kragprofil eine Reihe von sechs vollplastischen Skulpturen und einer mittleren Reliefskulptur, die allerdings erhebliche Spuren von gewaltsamen Beschädigungen aufweisen, und daher schwer, oder kaum zu erkennen oder zu deuten sind.
Die zentrale Reliefgruppe zeigt den Oberkörper Christi ohne Kopf, aber als solcher am noch erhaltenen Kreuznimbus zu erkennen. Mit seiner linken Hand hält er ein auf die Unterlage abgesetztes und zum Betrachter hin geöffnetes Buch. Über diesem, offensichtlich frei schwebend, die Reste eines Greifvogels, der in seinem Schnabel eine nach unten ausgerollte Schriftrolle hält. Darunter erkennt man eine gekräuselte Struktur, vielleicht Wolken darstellend. Über der rechten Hand sind die Reste einer menschlichen Person zu erkennen, vermutlich in sitzender Haltung, deren Arme abwärts gerichtet sind und deren Hände auf den Unterschenkeln aufliegen. Ihr Kopf ist fast vollständig zerstört und die Kringel unterhalb der Person sind nicht zu identifizieren. Die weiteren Personen sind als Oberkörper mit hälftigen Oberschenkeln dargestellt. Die Person links außen trägt ein geschlossenes Buch in der Linken. Die nächste Person breitet eine Schriftrolle auf ihrer Brust aus. Die dritte Person hat ihren Kopf verloren und trägt in der Rechten kleinere Gegenstände, es könnten vielleicht Schlüssel sein. Rechts neben der mittleren Gruppe steht wieder eine Person ohne Kopf, mit erhobenen Händen, deren Innenflächen zum Betrachter hin gewandt sind. Bei der nächsten Person fehlen Kopf und Schultern. Die letzte Person rechts außen ist nahezu vollständig erhalten. Ihr zugeordnet werden muss der darüber zentrisch angeordnete Kragstein, mit der Darstellung eines Engels, der seine Hände behütend über seinem Kopf hält.
Der obere Teil des Obergeschosses ist das Giebelfeld aus glattem Quadermauerwerk, in dessen Zentrum ein Rundbogenfenster ausgespart ist. Die Keilsteine des Bogens, wie auch die Steine der Leibungen sind außenseitig mit pflanzlichen Rosetten ornamentiert. Der halbkreisförmige Bogen wird von einem zackenartig ornamentierten Kragprofil überfangen, welches auf beiden Seiten in Höhe der Bogenansätze in die Waagerechte abknickt, und von dort bis zu den begrenzenden schrägen „Strebepfeilern“ reicht. Die leicht geneigten Ortgänge schließen mit einem Profilband das Giebelfeld oberseitig ab. Der First wird bekrönt von einem steinernen lateinischen Kreuz, auf einem breiteren ornamentierten Sockel.

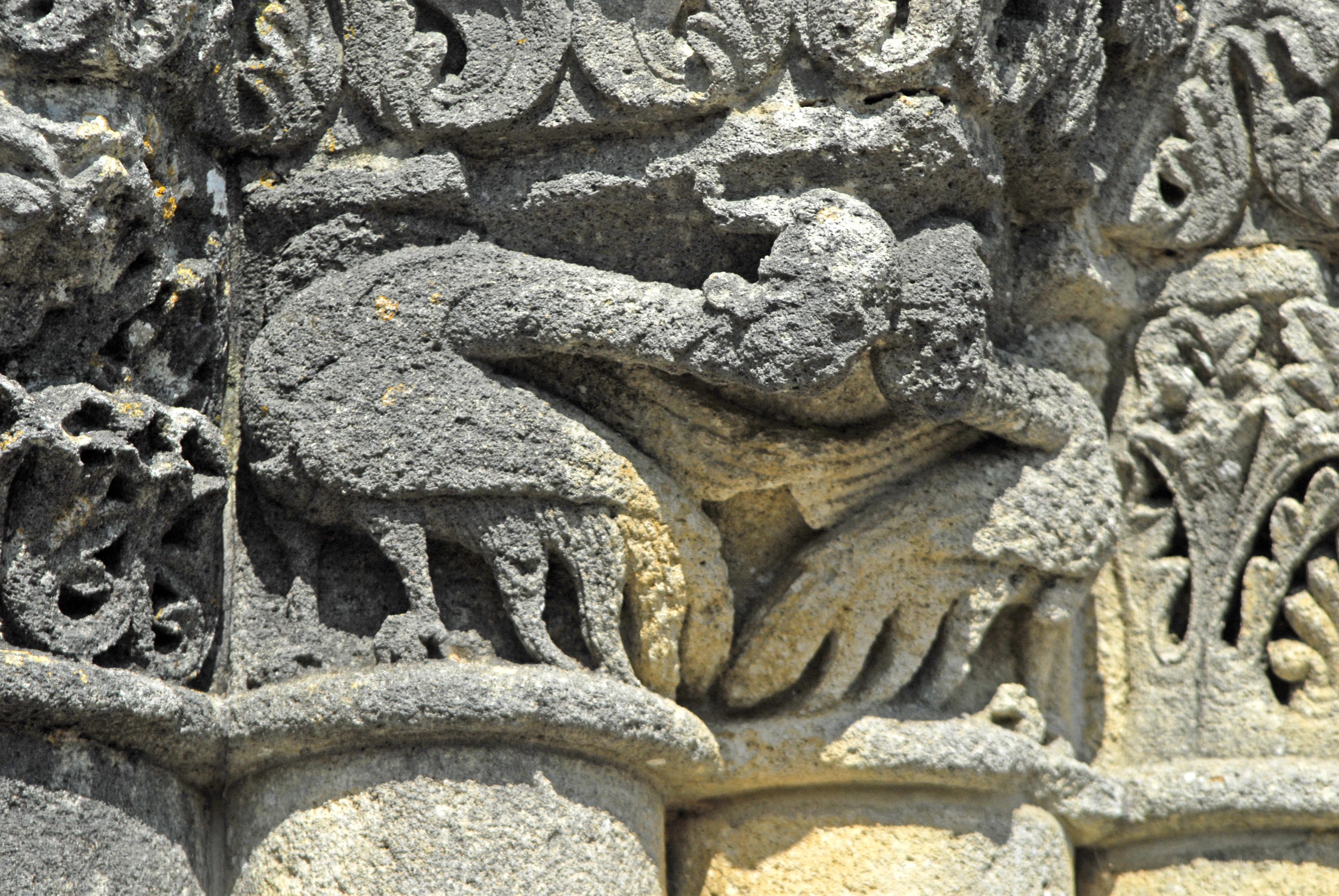
Hauptportal, Kapitelle, Detail links außen

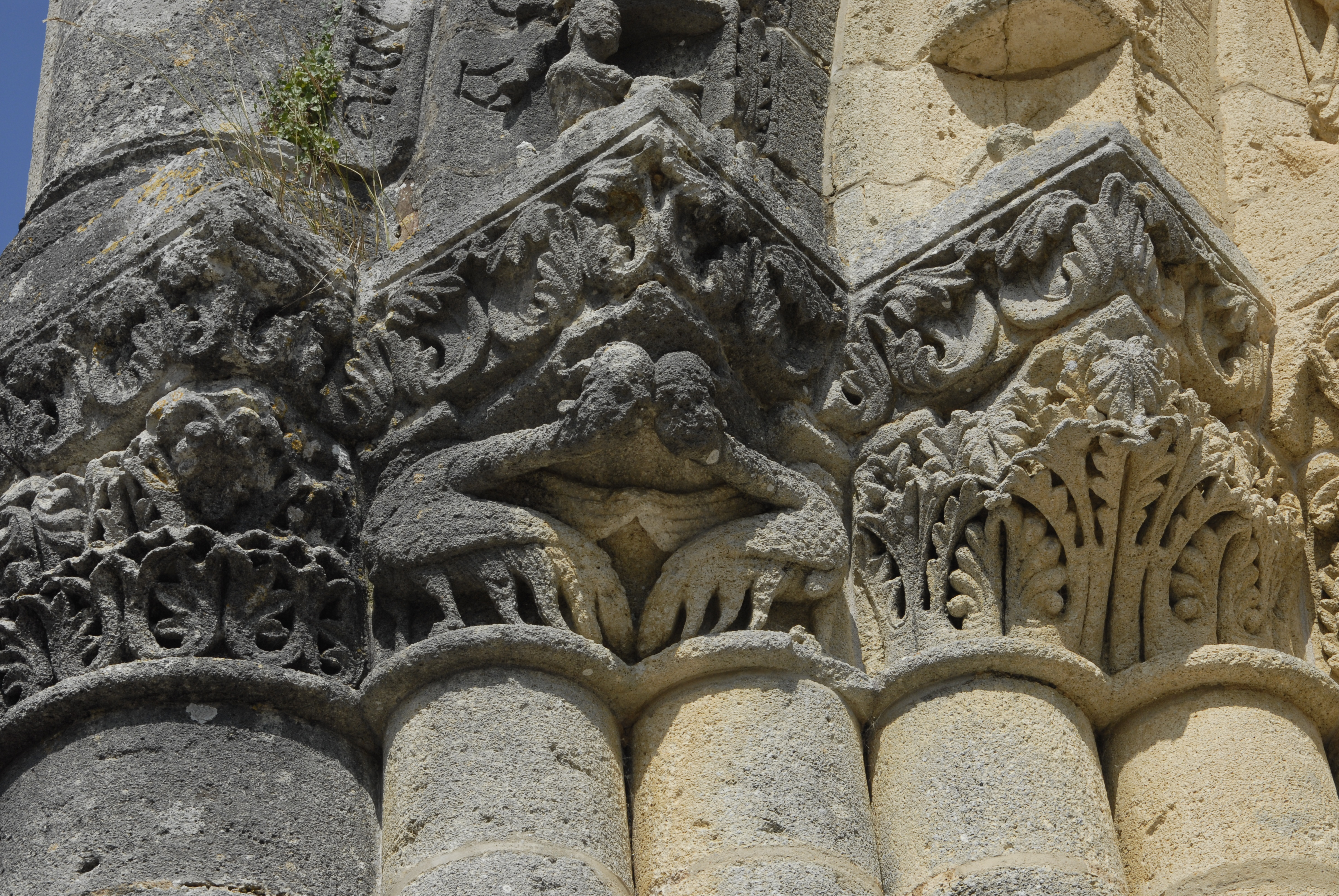
Hauptportal, Kapitelle links außen
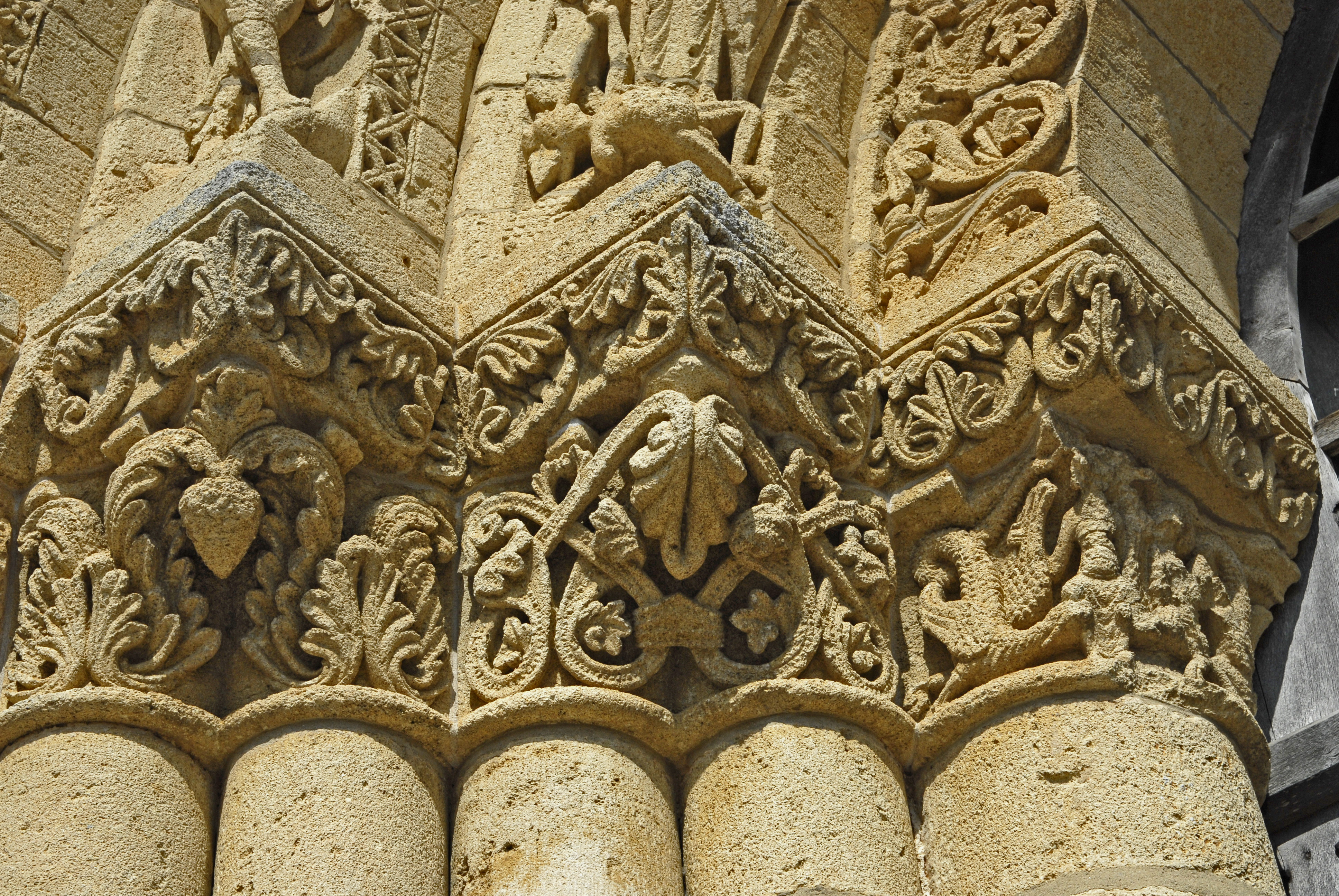
Hauptportal, Kapitelle links innen
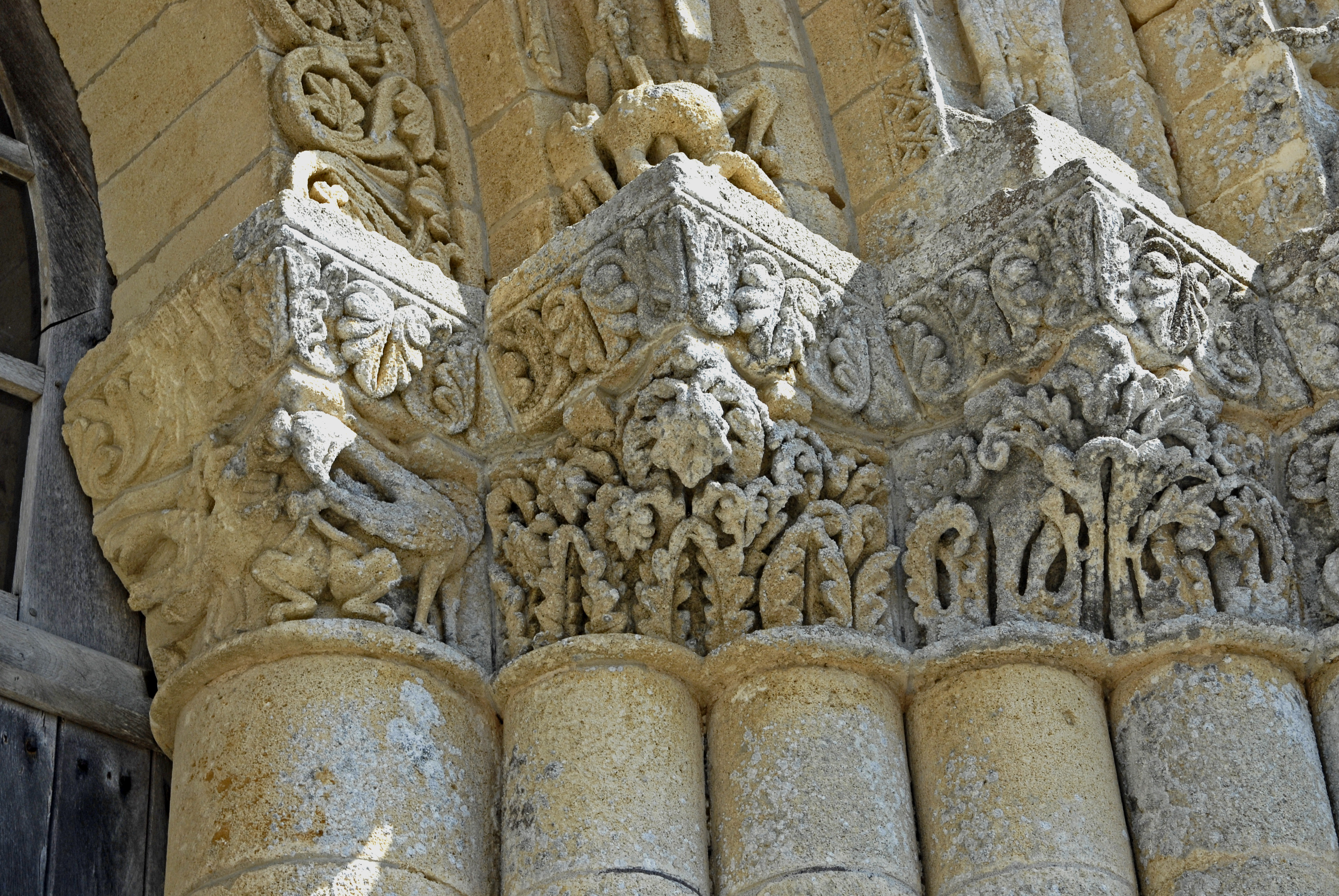
Hauptportal, Kapitelle links innen
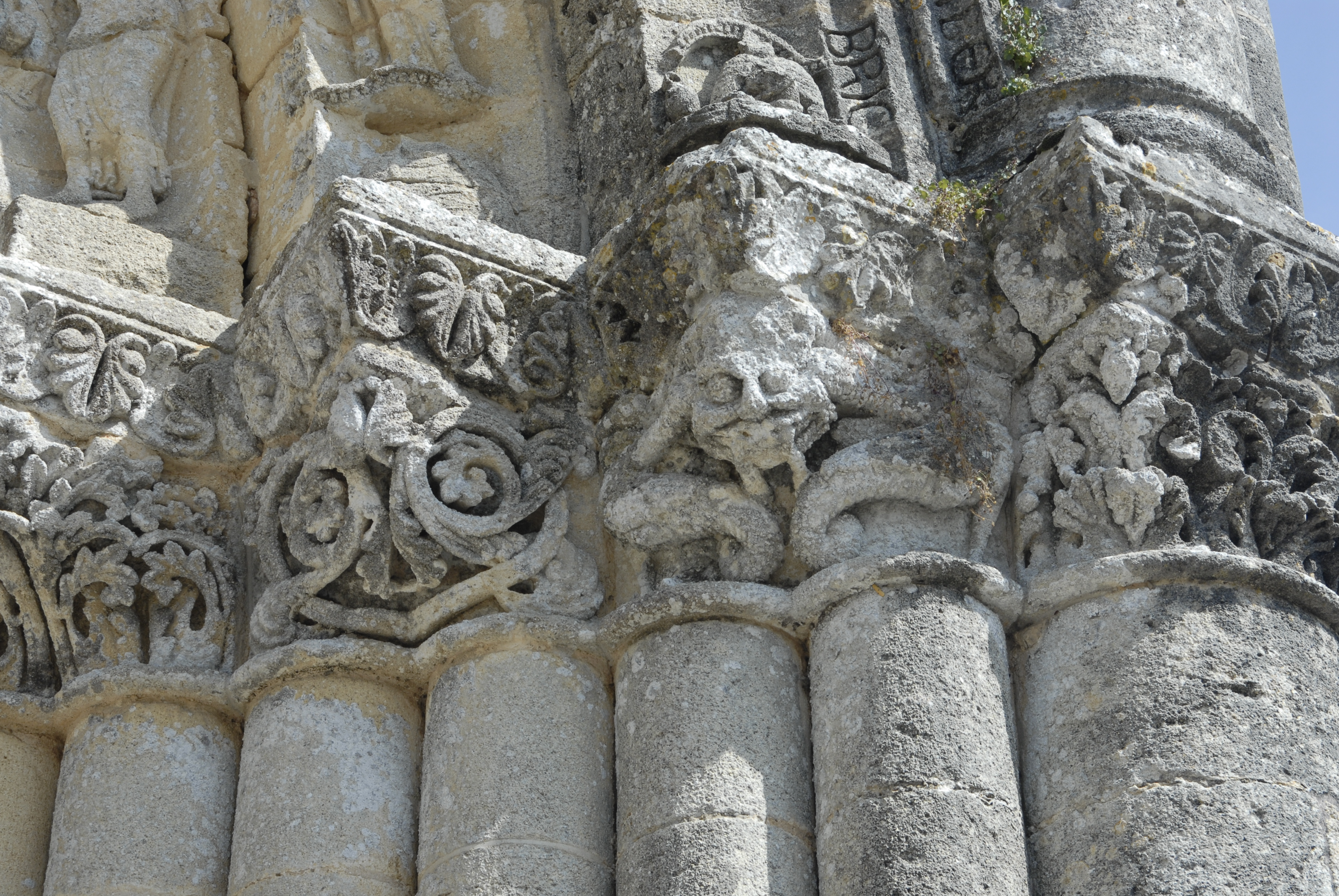
Hauptportal, Kapitelle rechts außen

Das große Archivoltenportal besteht aus fünf Archivoltenbögen, die beidseitig auf neun halbrunden Diensten stehen. Je ein Archivoltenbogen wird auf jeder Seite von zwei Säulen getragen. Die äußeren Dienste sind dicker als die anderen. Die Kapitelle und die breiten Kämpferprofile sind überwiegend pflanzlich dekoriert. Lediglich die äußeren und inneren Kapitelle sind figural ornamentiert, teilweise mit Körpern von Vögeln, mit schlangenartigen Hälsen und menschlichen Gesichtern.
Der erste Archivoltenbogen (von innen nach außen gezählt) trägt auf den Keilsteinen seiner Sichtseite jeweils ein selbstständiges, radial angeordnetes pflanzliches Ornament.

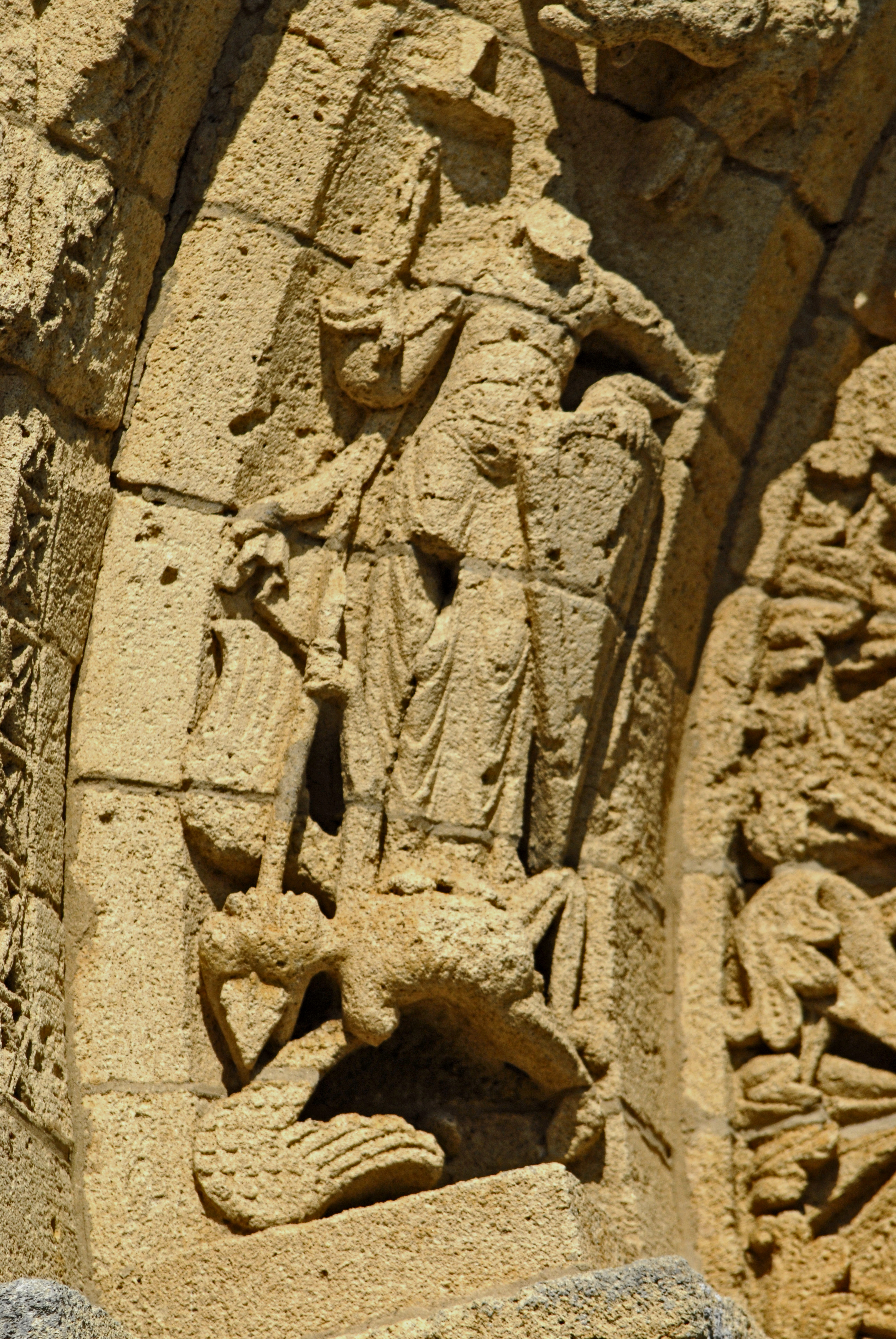
2. Archivoltenbogen, Tugend u. Laster, links unten

Der zweite Archivoltenbogen trägt sechs Reliefs, welche die Tugenden darstellen und die Laster besiegen. Die Tugenden werden durch aufrecht stehende, edel gekleidete weibliche Persönlichkeiten dargestellt, deren Köpfe durch Vandalismus verloren gegangen sind. Sie halten überwiegend mit der Linken je einen lang gestreckten Schutzschild, der auf dem Boden oder den Körpern der Laster abgestellt ist. Alle Tugenden stehen auf jämmerlichen verrenkten oder verkrüppelten Körpern der Laster, in überwiegend menschlicher Gestalt. Im Folgenden sind Besonderheiten der einzelnen Reliefs aufgelistet.
- Links unten: Das Laster in einer eindeutig menschlichen Gestalt trägt ausgebreitete Flügel und windet sich im Todeskampf. Sein Kopf wird frontal von einem gewaltigen Speer aufgespießt. Die Tugend hält in der rechten aufwärts gerichteten Hand einen Gegenstand, vielleicht ein Kreuz.
- Halblinks: Die Tugend hält mit der rechten ein Schwert, senkrecht abwärts gerichtet, und stößt damit in den Körper vermutlich einer Tiergestalt (stark verwittert, oder beschädigt).
- Links der Mitte: Die spärlichen Reste des Lasters lassen durch die Form des rundlichen Kopfes und die einer nach unten ausgestreckten Hand auf eine menschliche Gestalt schließen. Die Tugend hebt den linken Arm und greift mit der Hand etwas undefinierbares und verschwundenes.
- Rechts der Mitte: Die Tugend hebt den rechten Arm und greift mit der Hand etwas undefinierbares und verschwundenes. Dabei nähern sich die Hände der gegenüber stehenden Tugenden an. Hier fehlt möglicherweise ein ehemals vorhandener zentraler Teil der Szene. Das stark entstellte Laster weist aber wieder zwei Flügel auf.
- Halbrechts: Das Laster liegt auf dem Rücken. Die abgewinkelten Beine, mit den Knien nach vorne, und die fest den Speer umfassende linke Hand lässt wieder auf eine Menschengestalt schließen. Das zugespitzte Maul könnte zu einem Tier gehören. Die Tugend stößt einen langen Speer, mit der rechten geführt, in Richtung Kopf, den es bald durchstoßen wird.
- Rechts unten: Die Tugend stößt ihr langes Schwert abwärts durch den eindeutig menschlichen Körper des Lasters, das sich im Todeskampf windet.

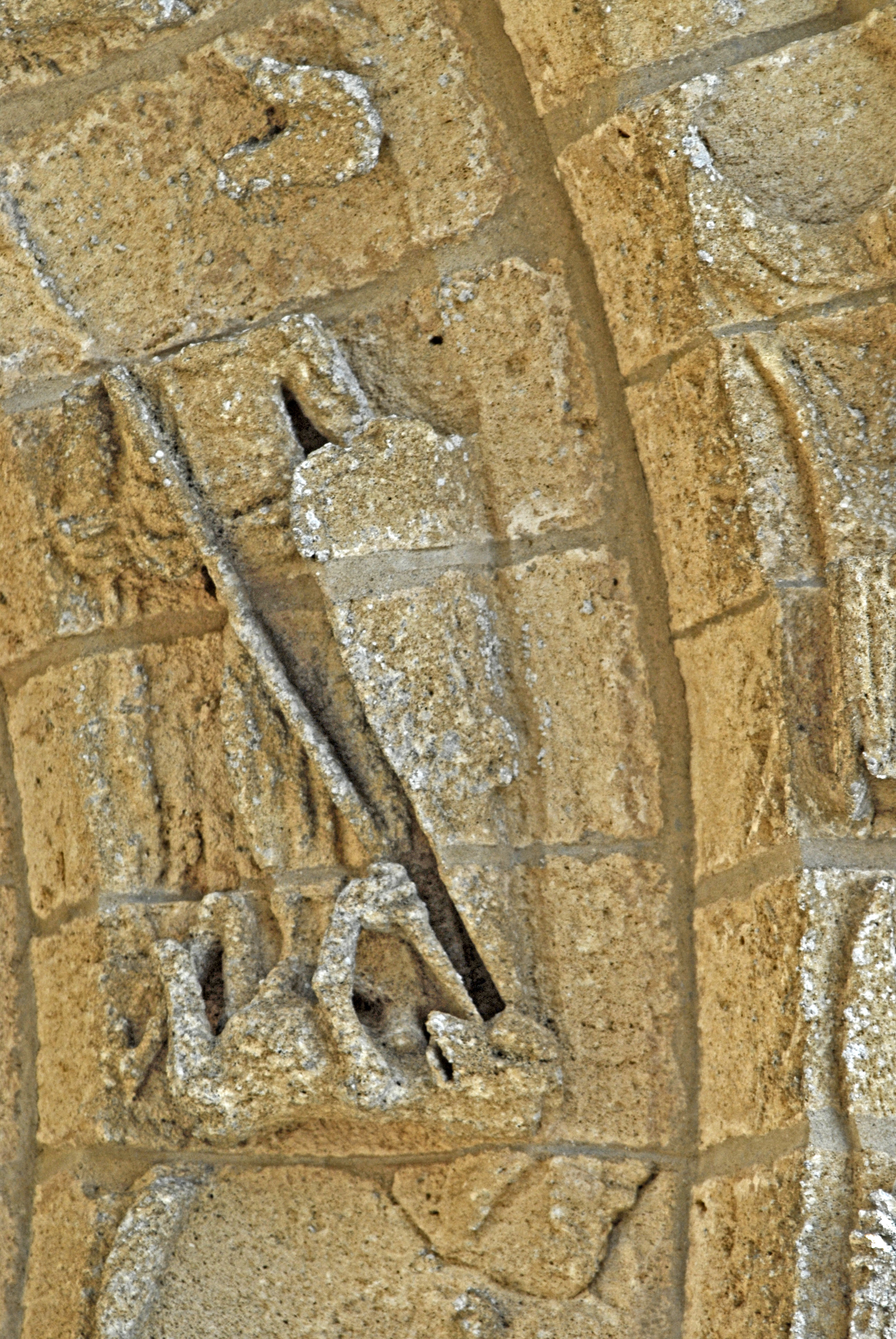
2. Archivoltenbogen, Tugend u. Laster, halbrechts
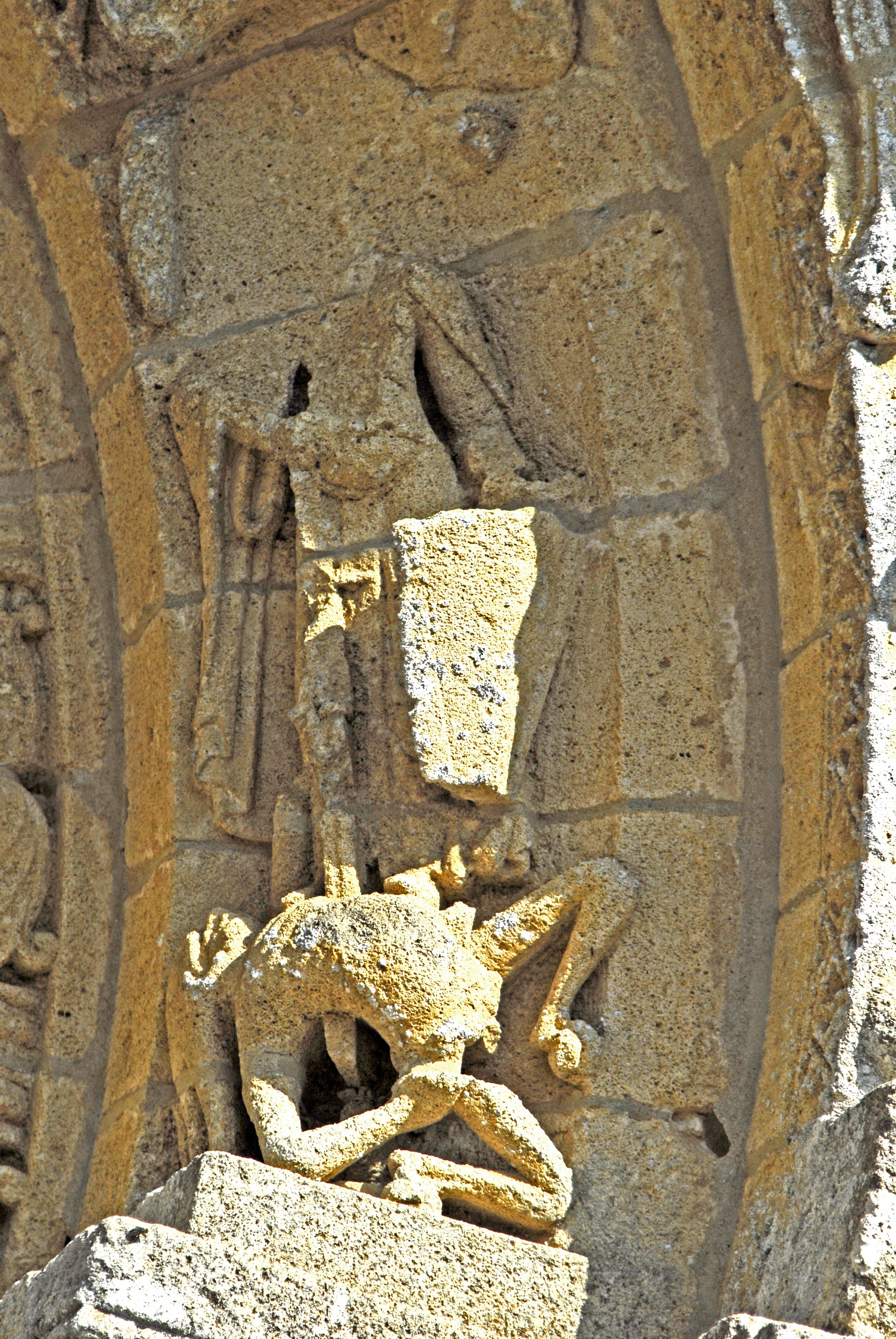
2. Archivoltenbogen, Tugend u. Laster, rechts unten
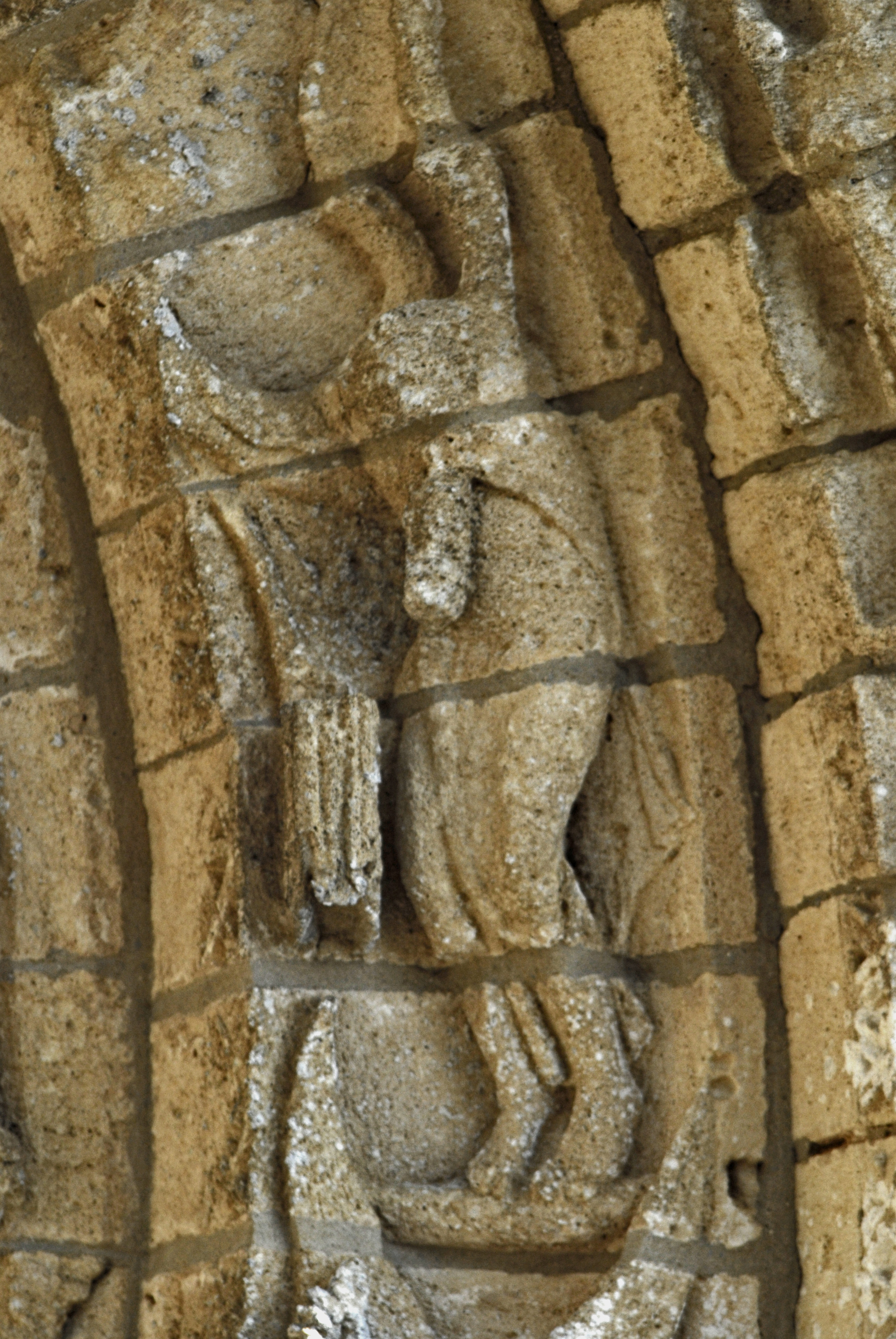
3. Archivoltenbogen, Engel rechts unten
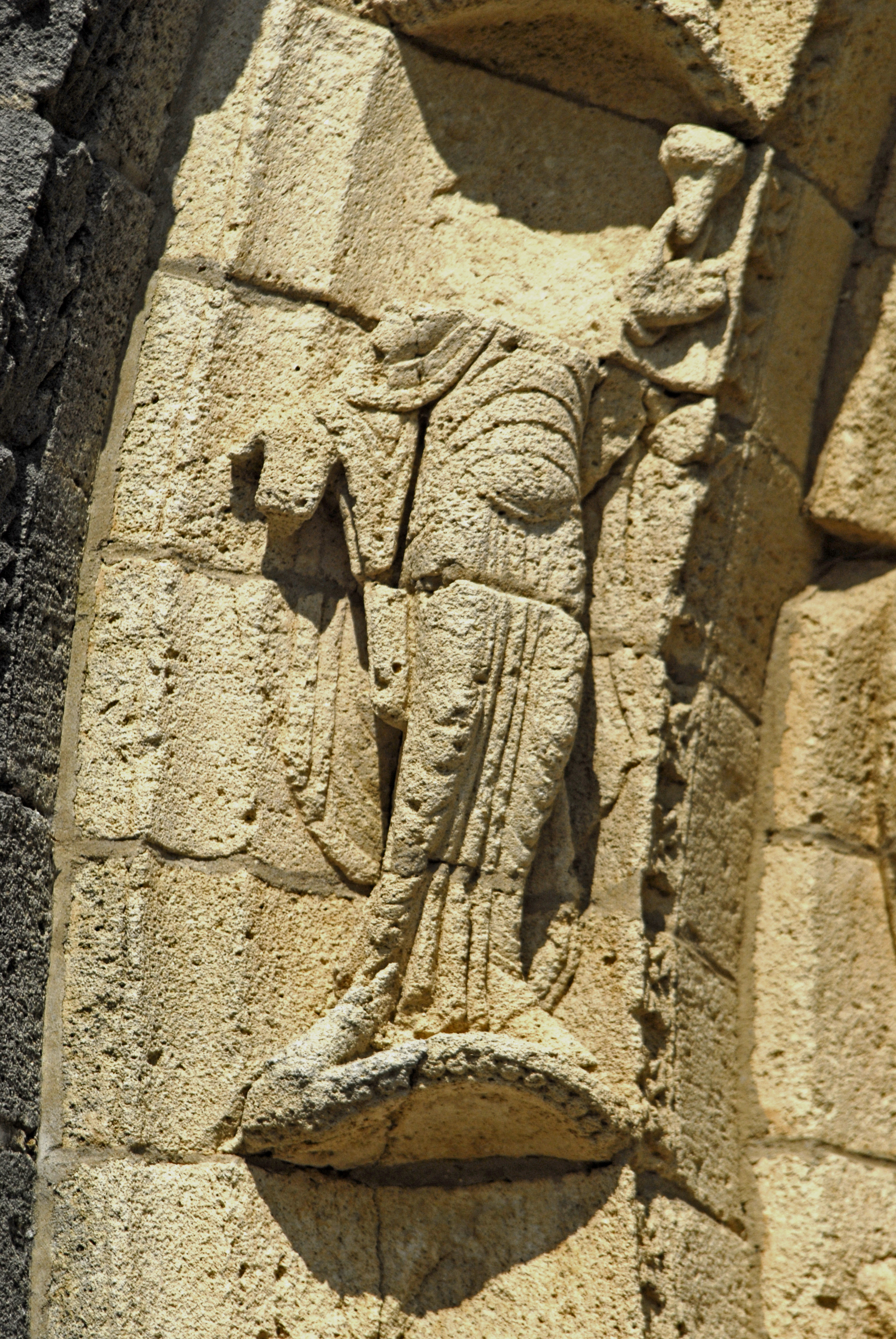
4. Archivoltenbogen, Kluge Jungfrauen, links unten
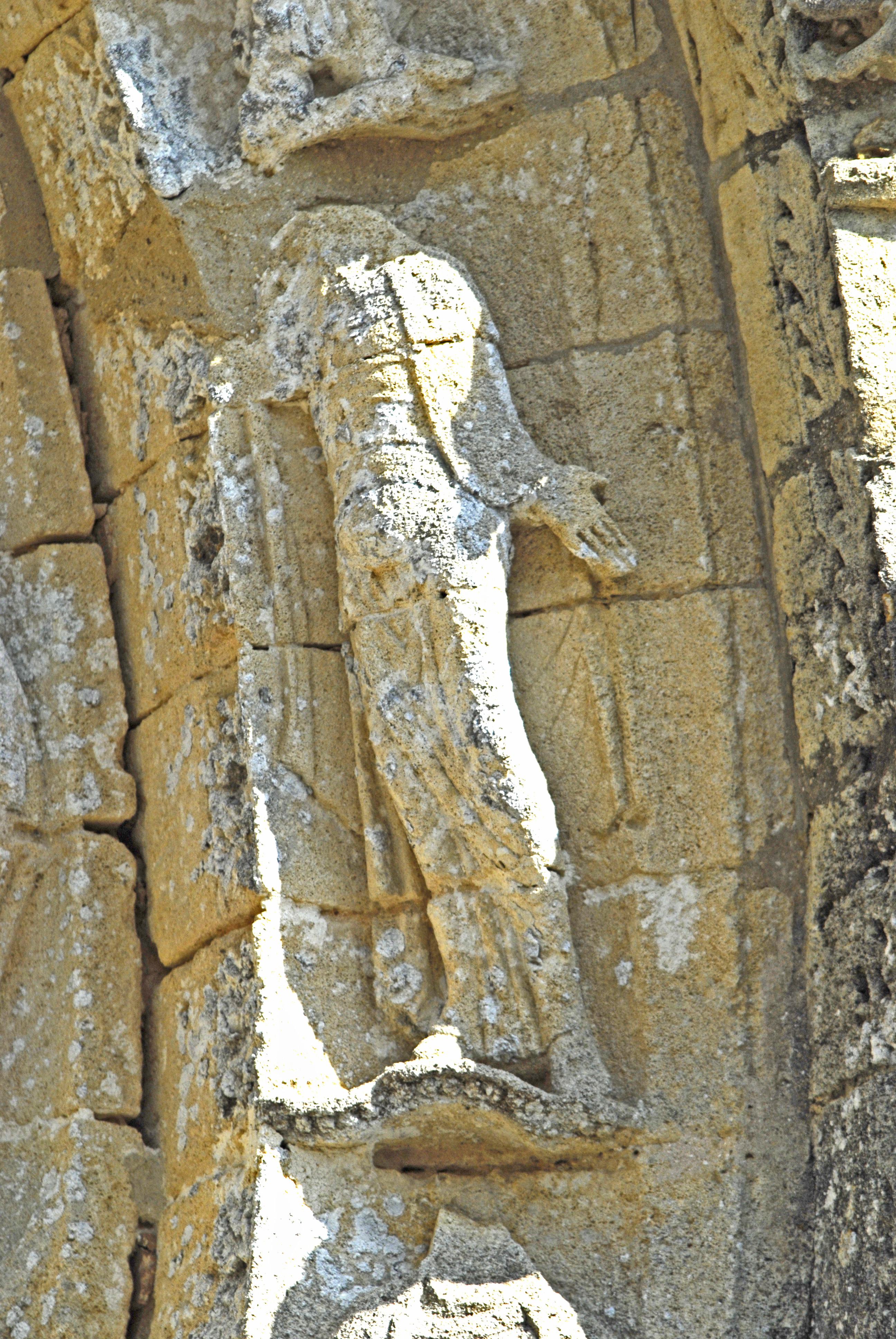
4. Archivoltenbogen, Törichte Jungfrau, rechts unten

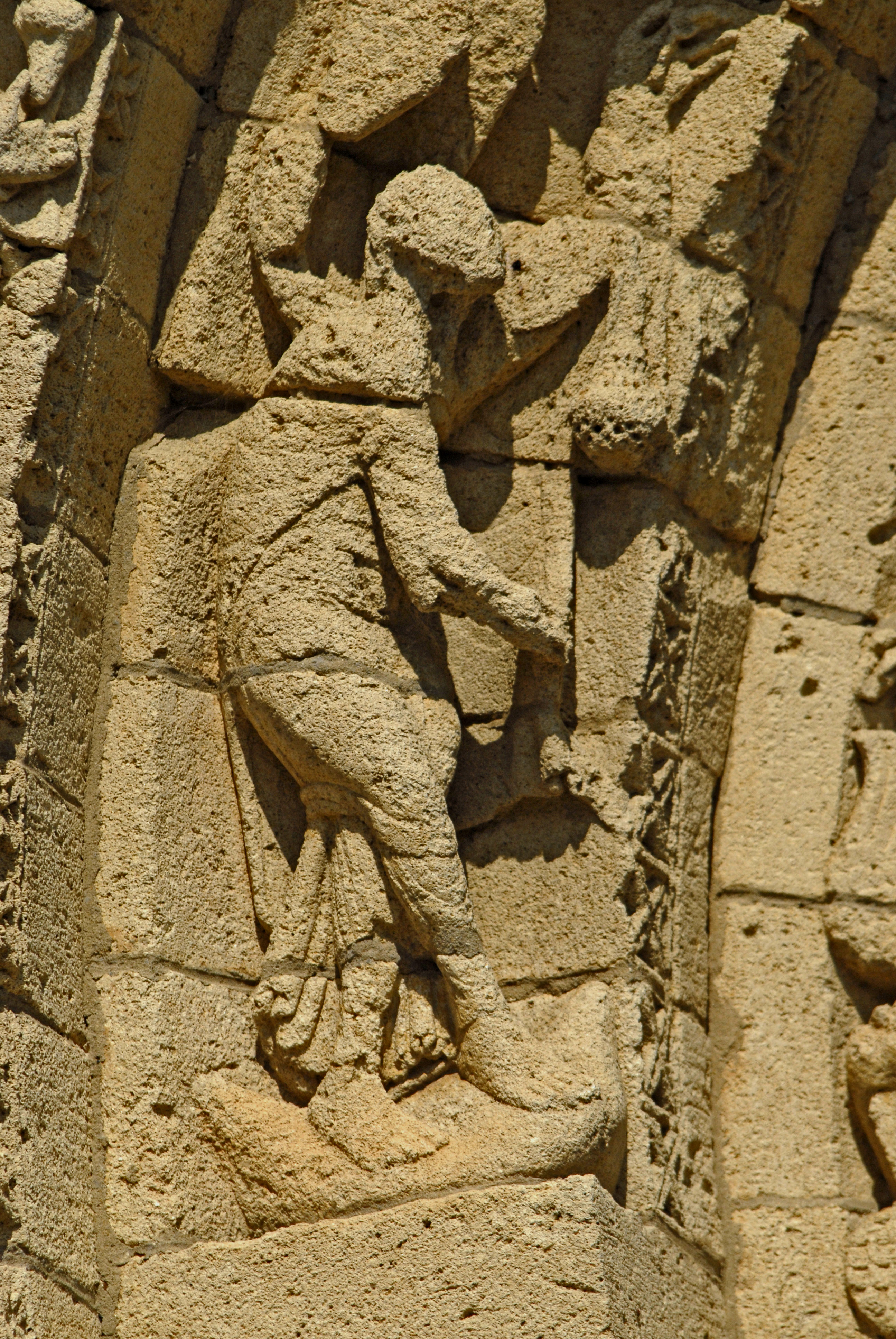
3. Archivoltenbogen, Engel links unten

Der dritte Archivoltenbogen stellt ausschließlich sechs Engelsgestalten dar, die dem Lamm Gottes in eine kreisrunden Mandorla entgegenstreben. Hier wieder einige Anmerkungen zu den einzelnen Szenen.
- Links unten: Der unterste Engel steht mit nackten Füßen auf einem Sockel (Wolke?) und wendet sich leicht gebückt in Richtung des Zentrums. Seine Flügel sind steil über dem Kopf angehoben. Mit seiner linken nach oben gestreckten Hand schwenkt er ein Räucherfass. Seine Rechte weist demgegenüber schräg nach unten.
- Halblinks: Dieser Engel ist stark beschädigt, und besitzt weder Kopf noch Flügel und nur noch Fragmente von Armen. Auch er scheint ein Räucherfass getragen zu haben. Auf den folgenden beiden Keilsteinen des Bogens fehlen die ehemals vorhandenen Teile der Skulpturen.
- Links der Mitte: Dieser Engel, wie sein Gegenüber fassen mit weit ausgestreckten Armen den Kreisring der Mandorla, den Kopf in Richtung Lamm Gottes gewandt. Dem Engel fehlen die Füße und von seinen Flügeln ist fast nichts mehr übrig.
- Rechts der Mitte: Dieser Engel ist fast ein Spiegelbild des gegenüber stehenden. Er besitzt aber noch seine Füße.
- Halbrechts: Dieser kopflose Engel ist in den Knien leicht eingeknickt und steht mit nackten Füßen auf einem Sockel. Seine Flügel sind über dem Kopf angehoben und gegeneinander gelegt. Das Gebilde vor seinem Körper könnte wieder ein Räucherfass sein.
- Rechts unten: Die Körperhaltung dieses Engels ähnelt dem vorhergehenden. Seine hoch aufragenden Flügel sind allerdings leicht nach außen gerichtet. Er schwenkt hier eindeutig mit der Rechten ein Räucherfass.

Bei dem vierten Archivoltenbogen geht es um das Gleichnis der klugen und törichten Jungfrauen. Im Bogenscheitel ist der Oberkörper Christi platziert, der über die Himmelsportale verfügt. Auf seiner Rechten streben vier der klugen Jungfrauen dem offenen Portal entgegen, mit funktionierenden aufwärts gerichteten Öllichtern. Hingegen versinken die vier törichten Jungfrauen auf seiner linken verschlossenen Seite in Trübsal und halten ihre leer gebrannten Lampen nach unten. Den vier untersten Skulpturen sind die Köpfe abgeschlagen worden. Unter den beiden unteren Jungfrauen gab es noch auf jeder Seite noch die Darstellung eines Oberkörpers, die aber heute nur sehr unvollständig sind. Grundsätzlich fehlen die Köpfe. Bei der rechten kann man den nach vorne gestreckten Unterarm erkennen, mit einer aufgerichteten Hand, die mit der Innenfläche zum Betrachter hin weist.

Tierkreiszeichen und Monatsbilder auf dem 5. Archivoltenbogen
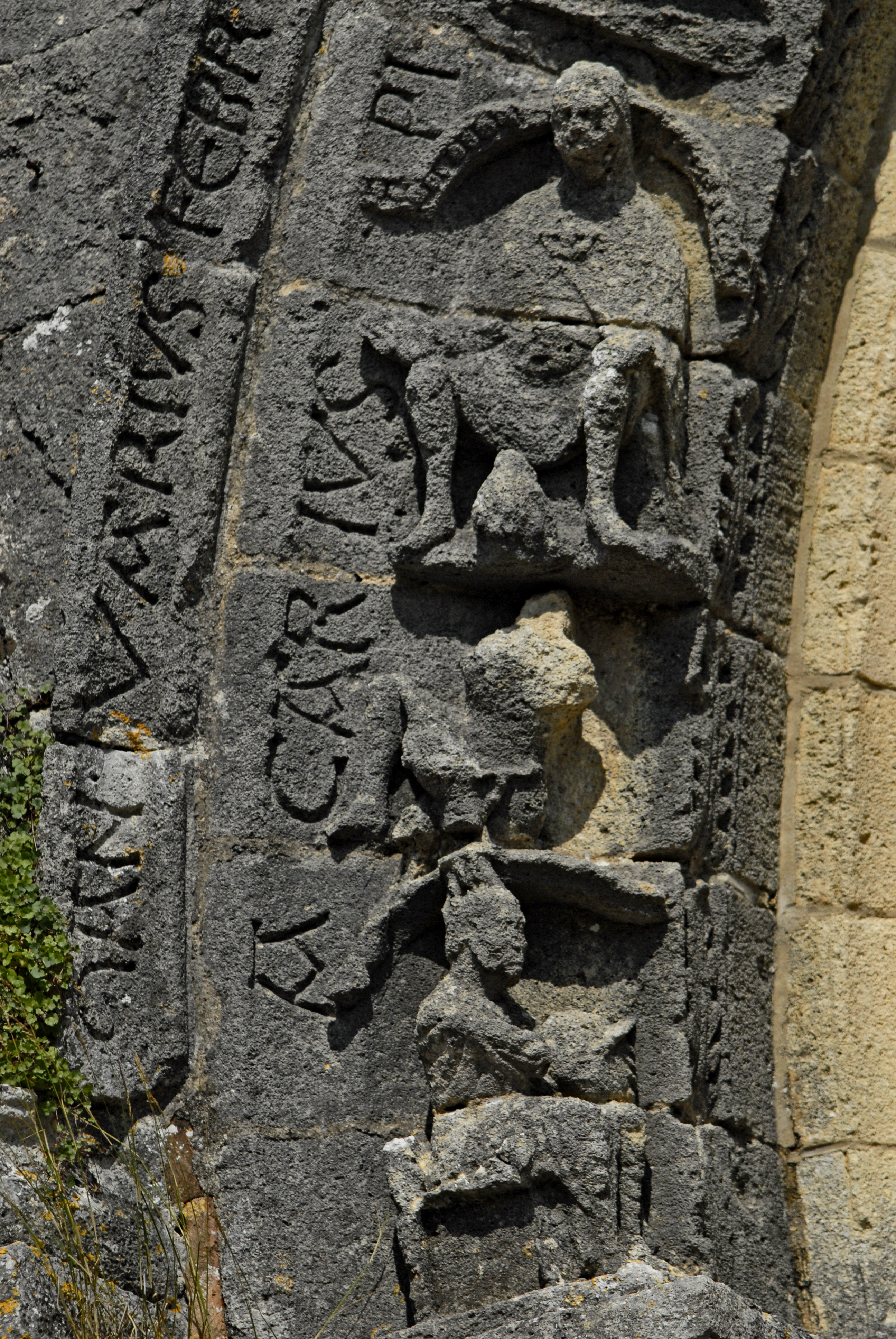
ACARIVS und PISCES
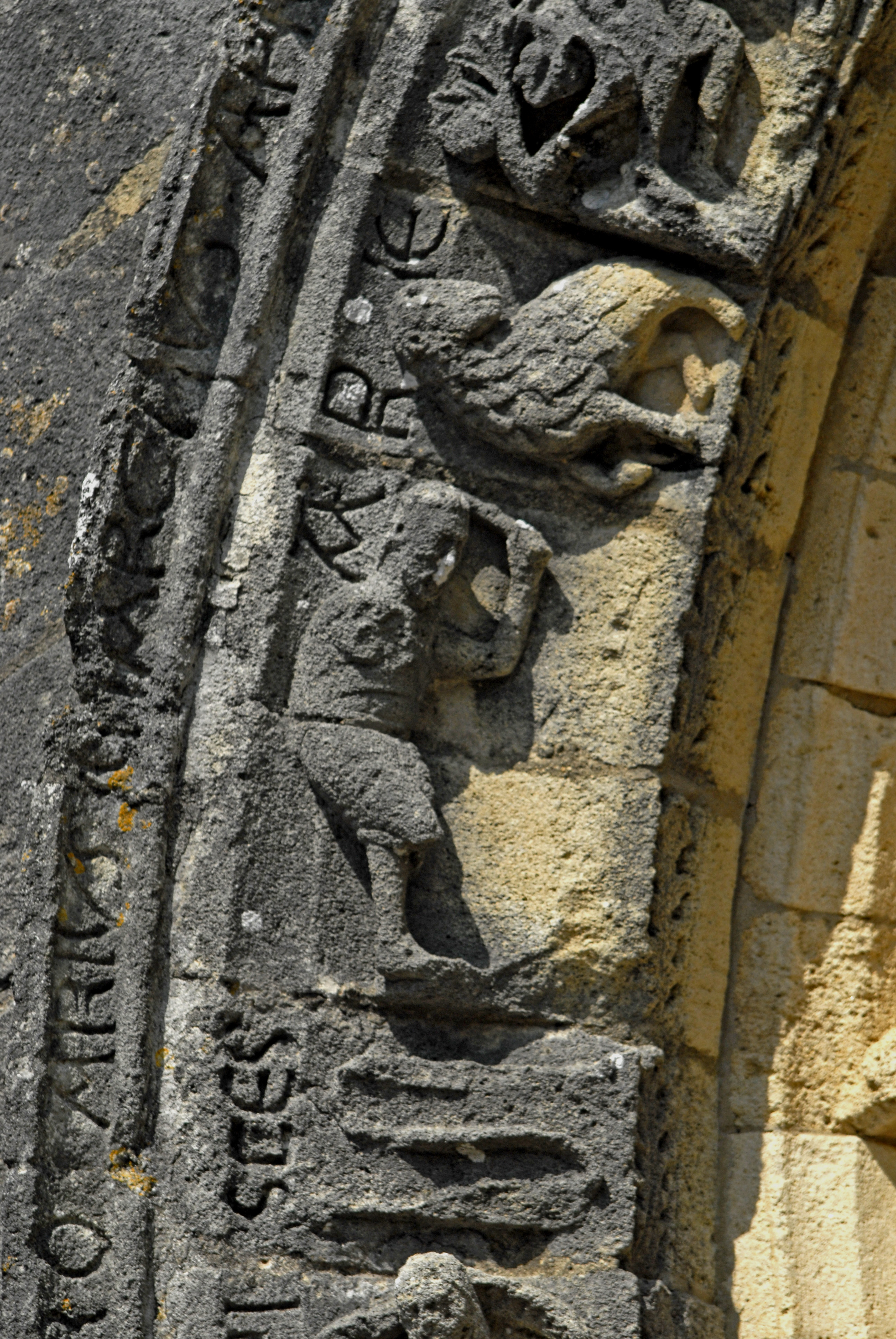
PISCES und ARIES, Monatsbild des Februar
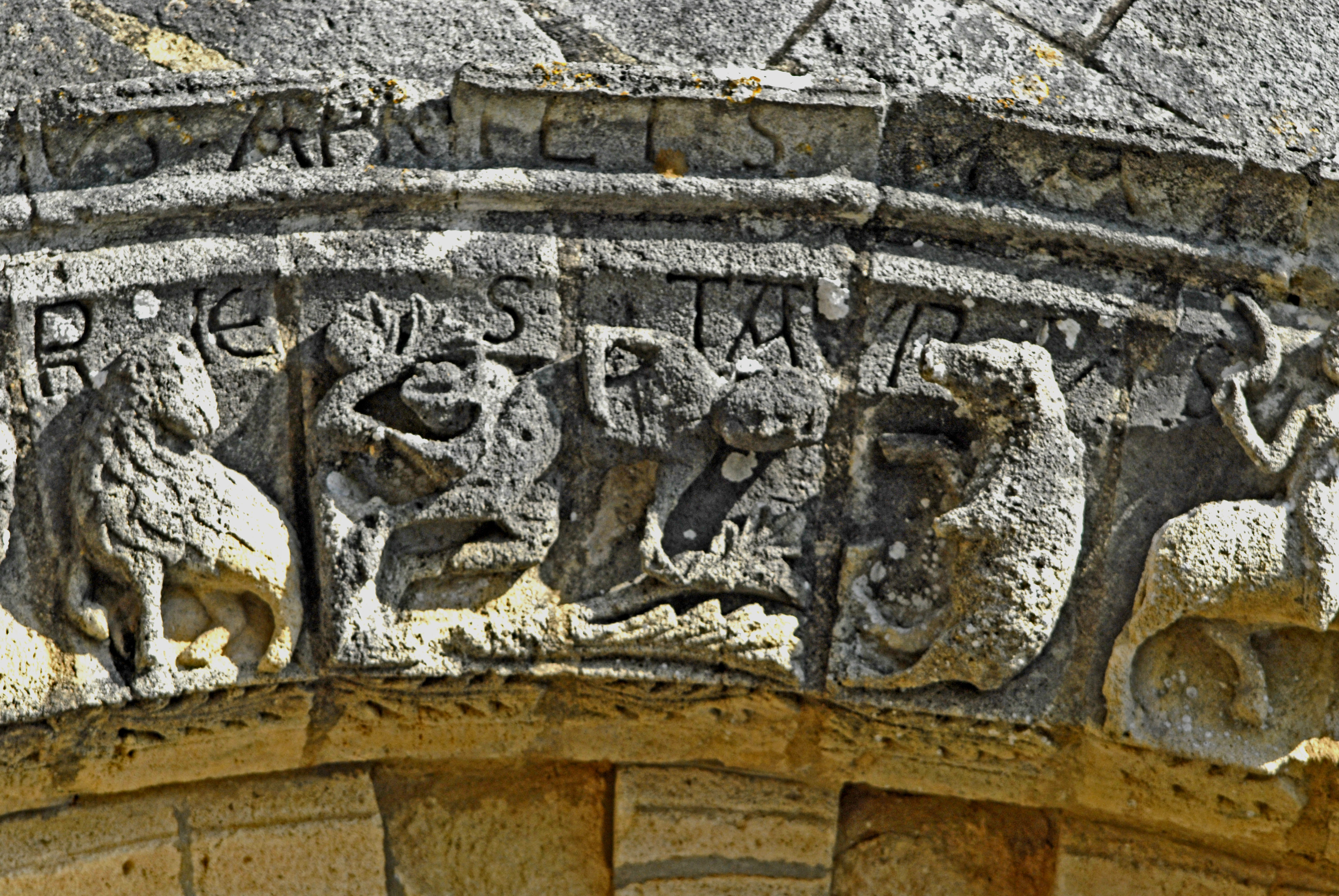
[A]RIES und TAVRVS und die Monatsbilder März und April
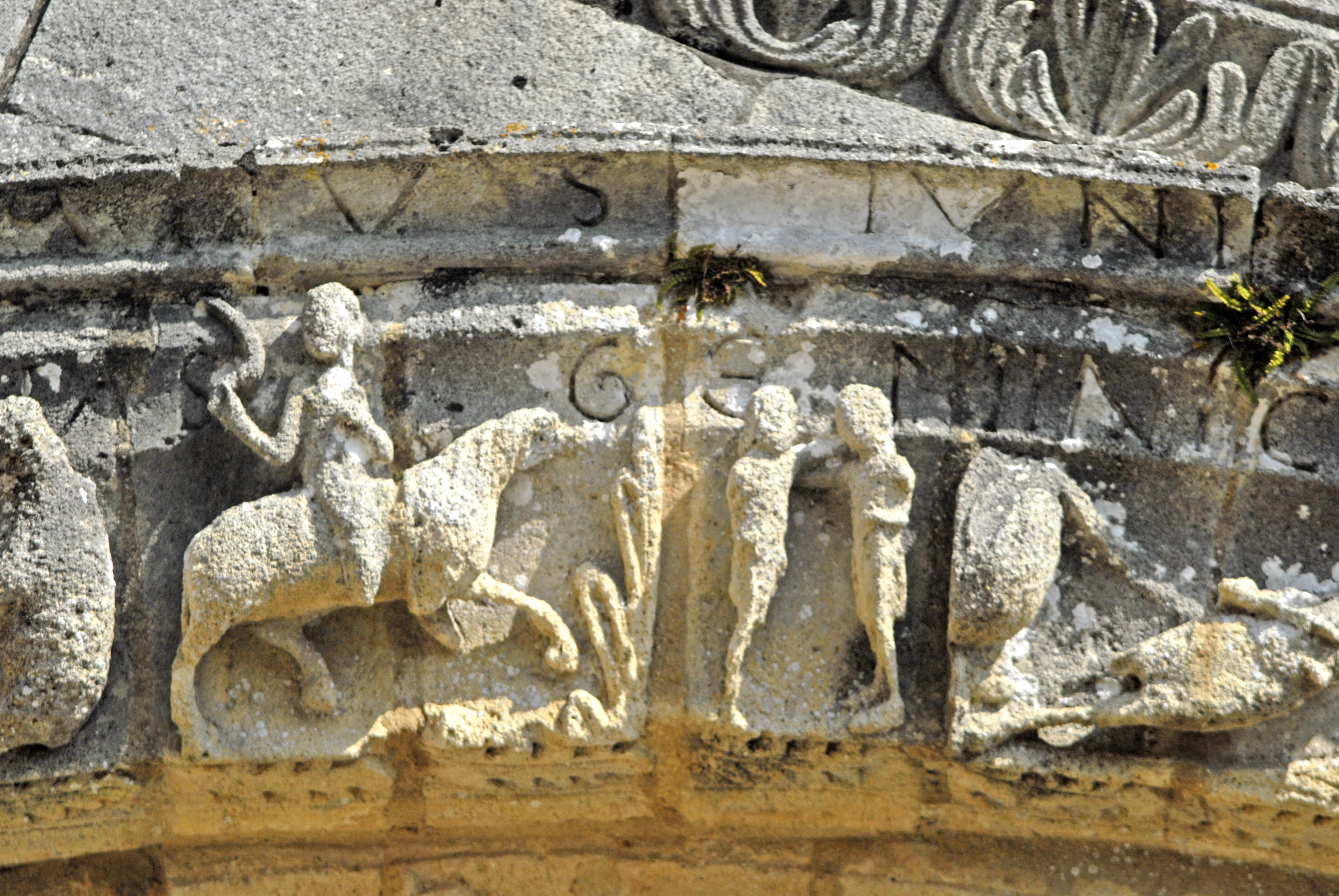
GEMINI und die Monatsbilder Juni und Juli
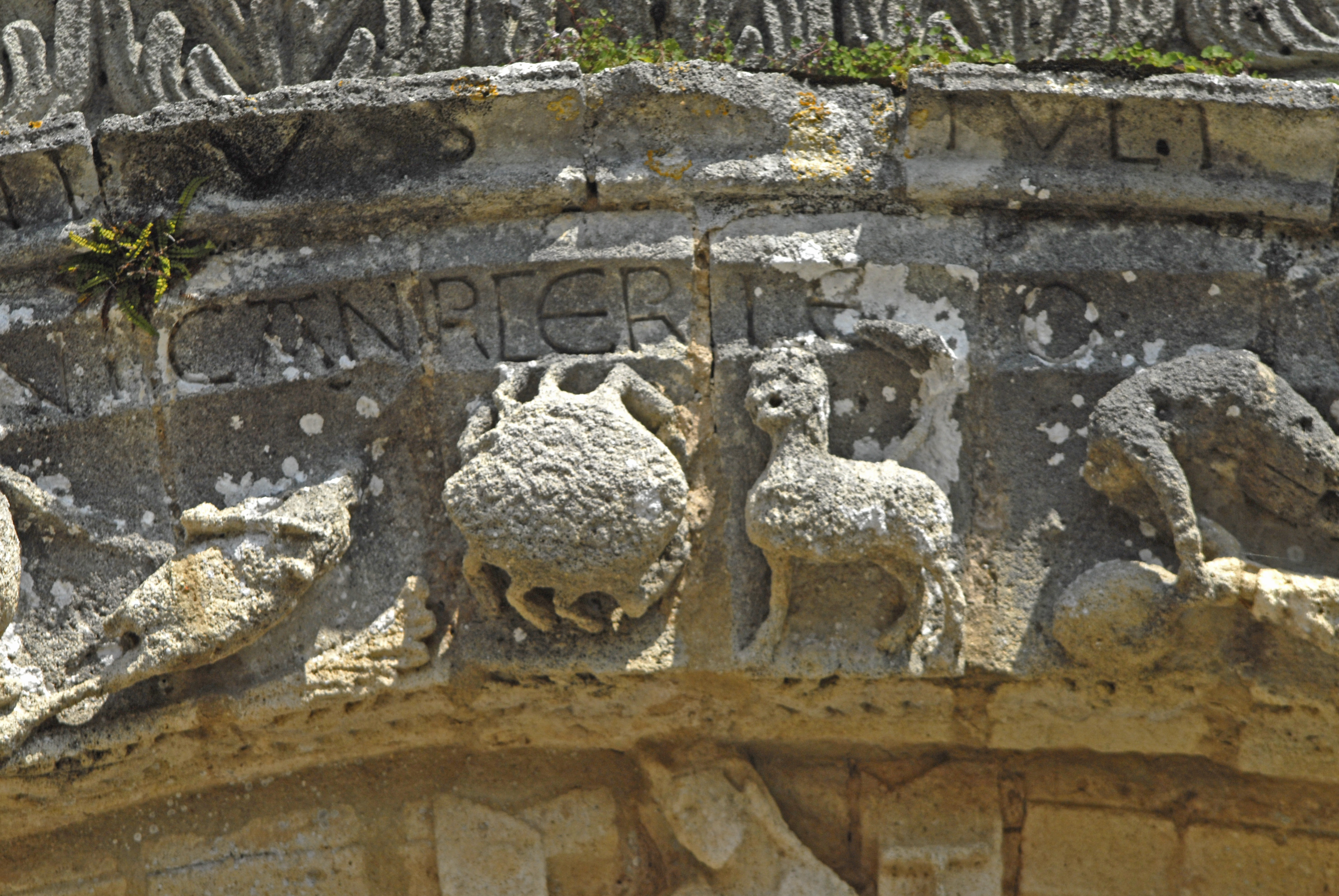
CANRCER, LEO, Monatsbild Juli
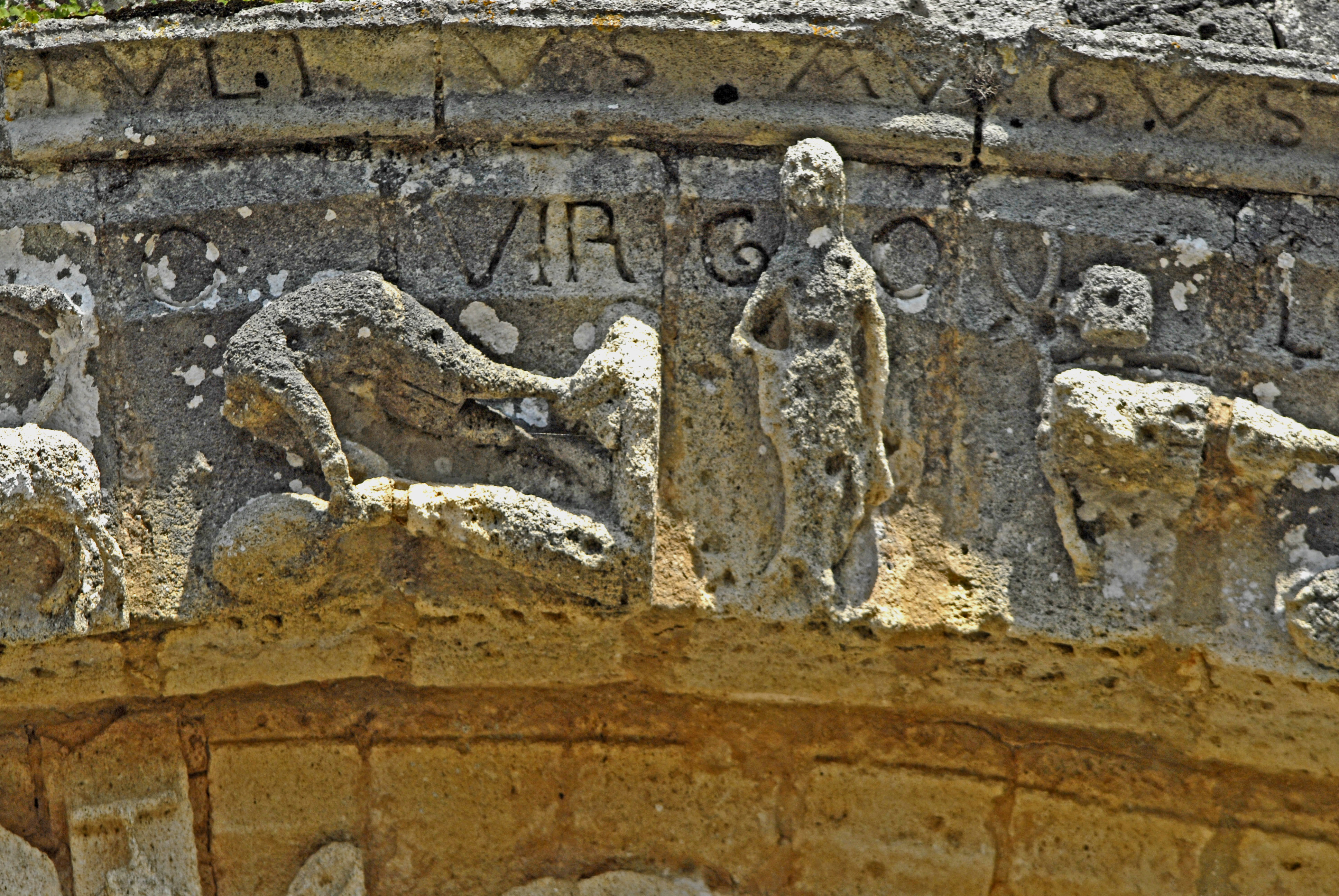
VIRGO; Monatsbilder Juli und August
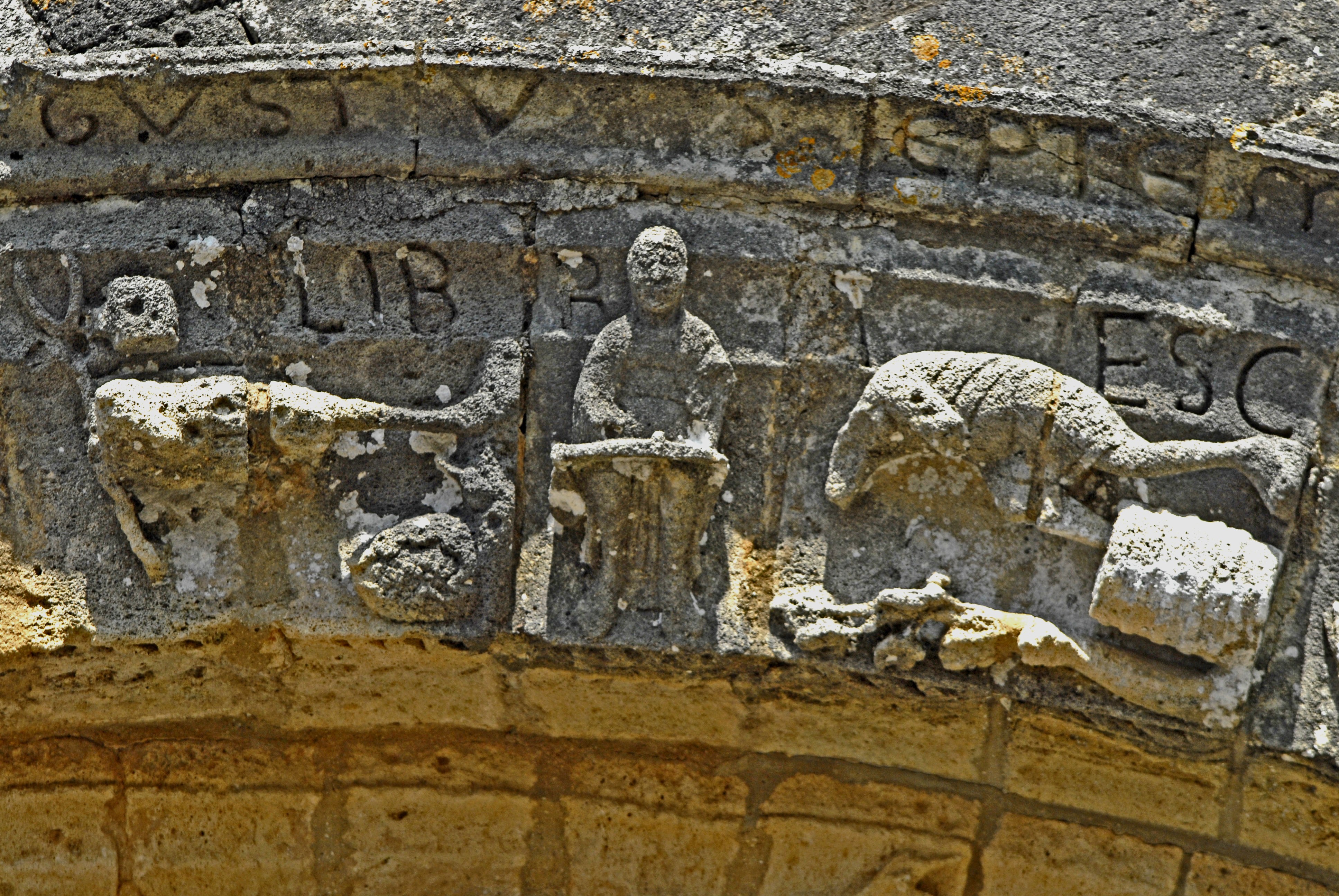
LIBR[A] und SCORPIVS; Monatsbilder August und September
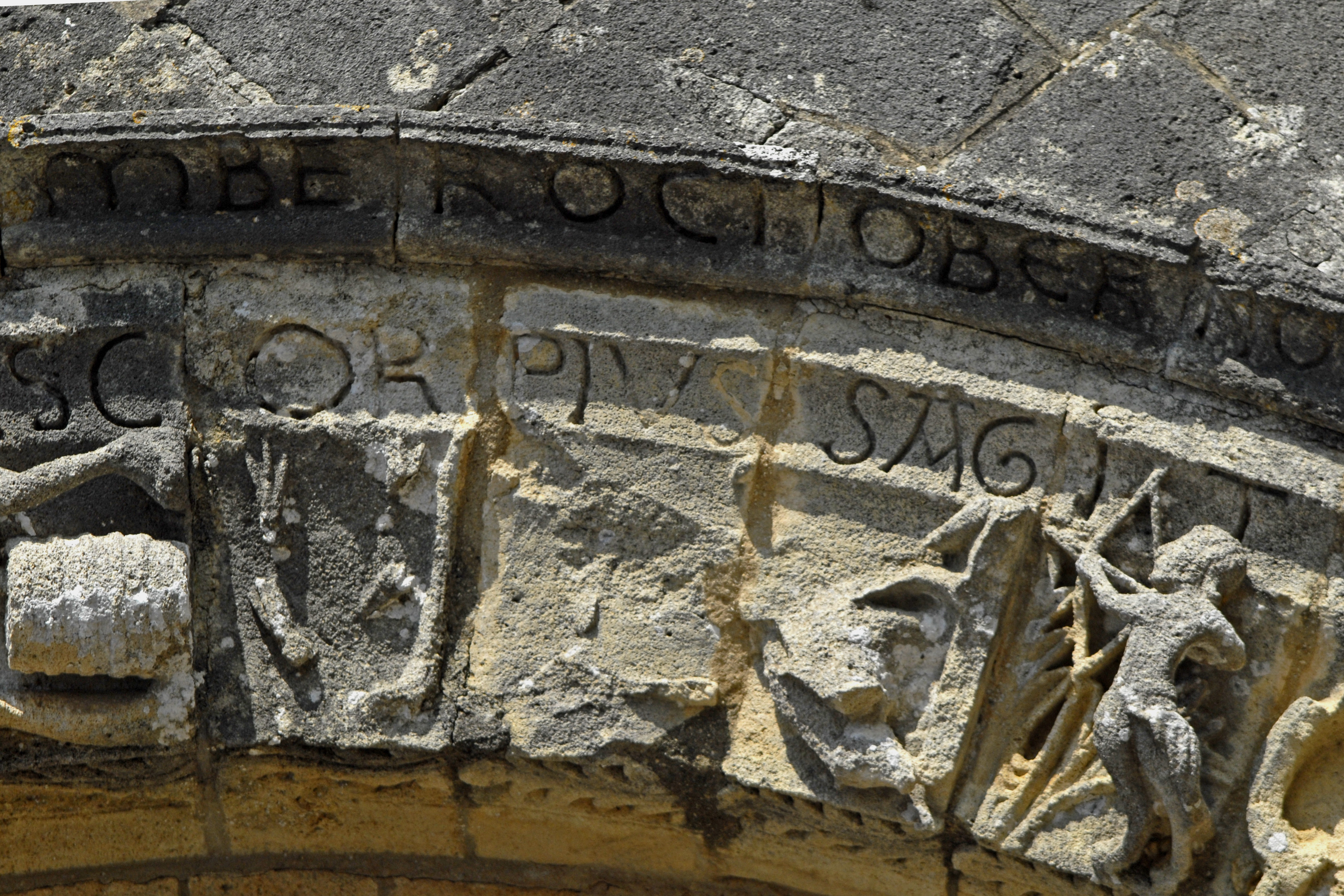
SCORPIVS und SAGIT[ARIVS];

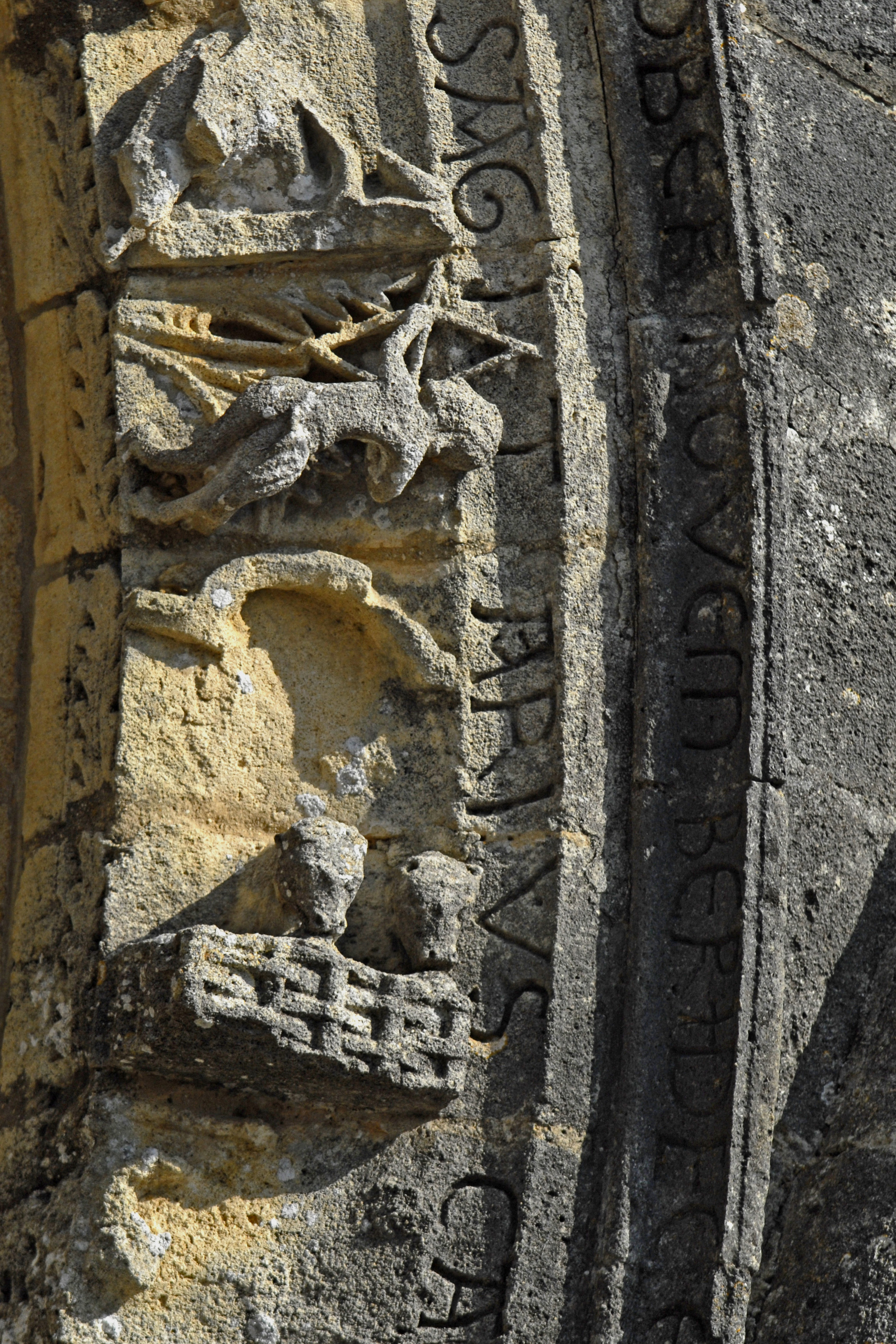
SAGITARIVS, Monatsbilder Oktober, November, Dezember

Der fünfte und letzte Archivoltenbogen zeigt den Tierkreis mit den jeweiligen Sternzeichen, abwechselnd mit den Monatsbildern oder Monatsarbeiten. Die Hochreliefs sind radial angeordnet, im Gegensatz zu der tangentialen Anordnung der Reliefs des zweiten bis vierten Archivoltenbogens. Auf den Außenseiten der figural gestalteten Keilsteine ist ein schmales Schriftband angeordnet, mit erklärenden Hinweisen zu den Darstellungen in lateinischen epigraphischen Majuskeln der zweiten Hälfte des 12. Jahrhunderts. Dabei wird das U durch ein V ersetzt. Dieser äußere Bogen wird zusätzlich außenseitig mit einem profilierten Kragprofil überfangen, in dessen Hohlkehle die lateinischen Namen der Monate über den entsprechenden Monatsarbeiten in gleicher Schrift eingraviert sind: IANVARIVS FEBROARIVS MARCIVS ABRELIS MAIVS IVNIVS IVLIVS AVGVSTVS SEPTEMBER OCTOBER NOVEMBER DECEMBER.
Im Folgenden einige Hinweise zu den einzelnen Darstellungen und Szenen, von links unten über den ganzen Bogen bis nach rechts unten. Besonders hier sind die Skulpturen stärkerer Verwitterung ausgesetzt, was sich unter anderem auch in der dunkleren Patina der Steine niederschlägt.
- Rechte Seite einer sitzenden Person mit fezartiger Kopfbedeckung, bearbeitet einen Gegenstand auf seinen Knien.
- Keilstein mit stark beschädigter Skulptur.
- Sitzende Person in Frontansicht, mit weit gespreizten Knien und darauf aufliegenden Unterarmen, mit einem Großbuchstaben A auf seiner Kleidung, und verschiedene Ornamente. Auf dem Boden vor ihm liegt ein birnenförmiger Gegenstand oder ein Behältnis: WASSERMANN (lat. ACARIVS, falsch für AQVARIVS)

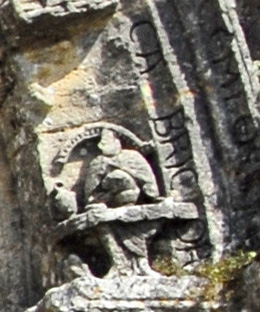
5. Archivoltenbogen, rechts unten, CABRICORNVS, Steinbock, DECEMBER

- Drei längliche Strukturen: FISCHE (lat., PISCES) Monatsblatt Februar
- Leicht in Hocke gegangene Person, schlägt mit einem Knüppel auf etwas ein (unvollständig). Monatsblätter März / April
- Vierbeiner, einem Schaf ähnlich: WIDDER (lat. ARIES)
- Person in Pflanzendickicht erntet vermutlich etwas.
- Vierbeiner, stierähnlich: STIER. (lat. TAVRVS)
- Reiter auf einem Pferd, mit einer Sichel in des Rechten. Monatsblätter Juni / Juli
- Zwei stehende Personen: ZWILLINGE (lat. GEMINI)
- Stehende Person, stark beschädigt. Monatsblatt Juli
- im Bogenscheitel: Taschen – Krebs:KREBS (lat. CANRCER, falsch für CANCER)
- Vierbeiner: LÖWE (lat. LE[O]). Monatsblatt Juli
- Paar in Zuneigung, Köpfe abgeschlagen
- Weibliche Person: JUNGFRAU (lat. VIRGO). Monatsblätter Juli / August
- „Schwebende“ Person mit zweizinkiger Holzgabel
- Sitzende Person in Frontalansicht mit einem flachen Gegenstand auf den Knien, schreibt oder liest.
- Eine Person mit fehlendem Kopf beugt sich über einen kniehohen Bottich oder Korb. Monatsblätter August / September
- Nicht definierbare Teile oder Strukturen: SKORPION (lat. ESCORPIVS, falsch für SCORPIO oder SCORPIVS)
- Zwei Keilsteine mit zerstörter Skulptur. Monatsblätter Oktober / November / Dezember. WAAGE (lat. LIBRA)
- Bogenschütze kurz vor dem Schuss: SCHÜTZE (lat. SAGITARIVS statt SAGITTARIVS)
- Keilstein mit zerstörter Skulptur.
- Trog aus Flechtwerk, über ihm zwei Köpfe von Kühen in Frontalansicht.
- Keilstein mit zerstörter Struktur: STEINBOCK (lat. CABRICOR(NVS) Schreibfehler B statt P)
- Hinter einem Tisch sitzende Person in Frontalansicht. Auf dem Tisch diverse Gegenstände. Monatsblatt Dezember.